# Górny Śląsk

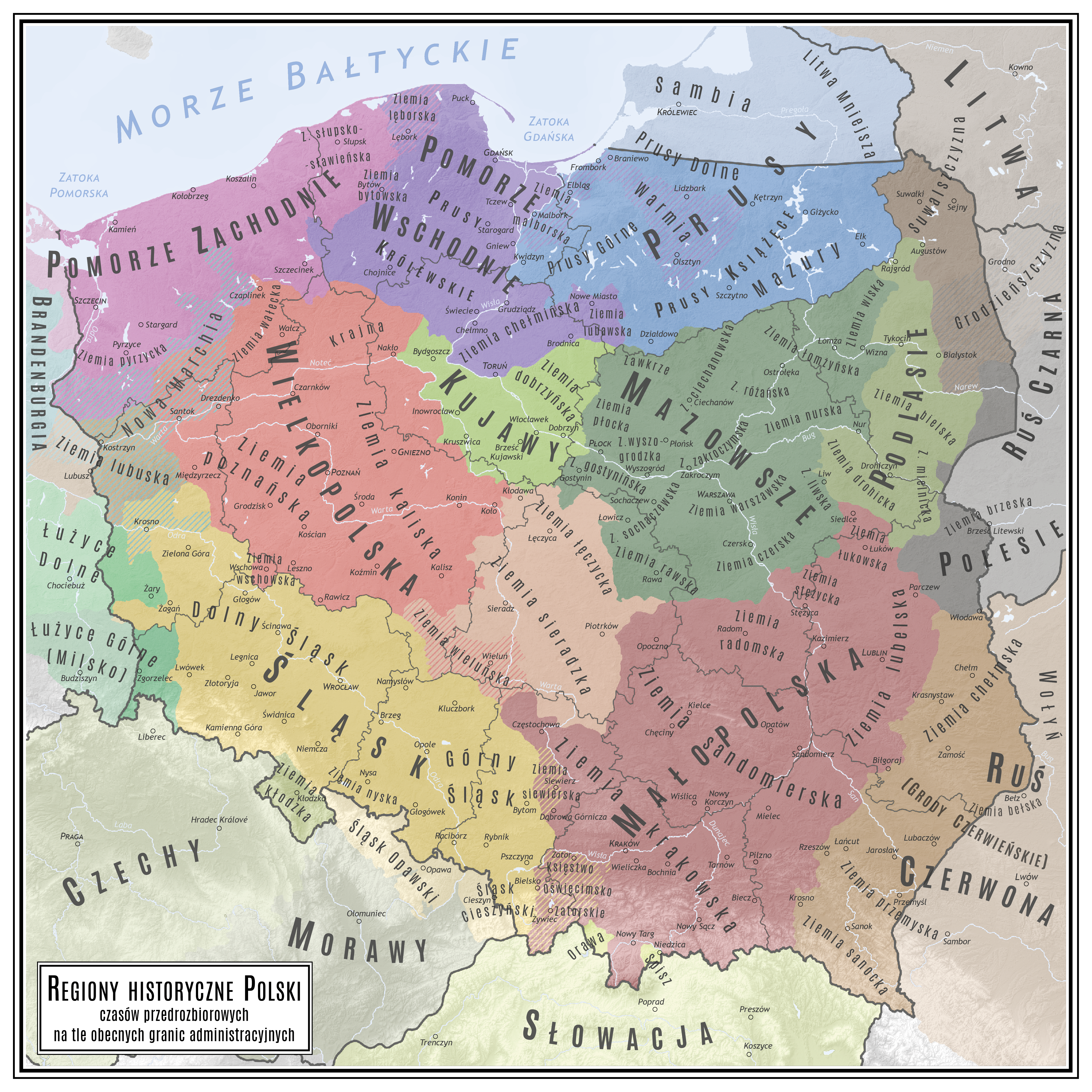
Górny Śląsk i inne krainy historyczne Polski na tle współczesnych granic administracyjnych

Górny Śląsk (łac. Silesia Superior; śl. Gōrny Ślōnsk; cz. Horní Slezsko; dś. Aeberschläsing, Oberschläsing; niem. Oberschlesien) – część historycznej krainy Śląska, położona w południowej Polsce oraz w północnej części Czech, w górnym dorzeczu Odry i początkowego biegu Wisły. Wzmiankowana po raz pierwszy w XV w. Pojęcie Górnego Śląska na przestrzeni dziejów używane było jednak w różnym znaczeniu, czasami w odniesieniu do regionu, czasem do konkretnej jednostki administracyjnej. Górny Śląsk można rozważać w kontekście politycznym, kulturowym, gospodarczym oraz etnicznym i trudno jest ściśle wyznaczyć jego granice, które zmieniały się w różnych okresach.
Za rdzeń Górnego Śląska można uznać obszar władzy książąt opolskich. Do niego przyłączyło się morawskie księstwo opawskie (podzielone potem na opawskie i karniowskie) oraz stopniowo kilka mniejszych państw stanowych. Natomiast w XV w. odłączyły się od niego ziemia siewierska oraz księstwa oświęcimskie i zatorskie. Na tej podstawie można przyjąć, że historyczny Górny Śląsk znajduje się na obszarze dzisiejszej Rzeczypospolitej Polskiej i Republiki Czeskiej, na terenie województwa śląskiego, województwa opolskiego, i kraju morawsko-śląskiego. Historyczną stolicą Górnego Śląska jest Opole.
Górny Śląsk często utożsamiany jest z województwem śląskim, mimo że prawie połowa jego terytorium to ziemie historycznie małopolskie. Województwo to obejmuje wschodni Górny Śląsk i część Śląska Cieszyńskiego, a poza tym ziemie historycznej Małopolski (m.in. ziemia częstochowska, Zagłębie Dąbrowskie, Żywiecczyzna). Z kolei w województwie opolskim, współcześnie zwykle utożsamianym z terminem Śląsk Opolski, mieści się zachodnia część historycznego Górnego Śląska oraz fragmenty Dolnego Śląska (Brzeg, Namysłów).
W Polsce samo pojęcie Śląsk powszechnie kojarzy się w świadomości społecznej ze wschodnią częścią Górnego Śląska, z aglomeracją górnośląską i miastem Katowice. Górny Śląsk kojarzony jest intuicyjnie z Górnośląskim Okręgiem Przemysłowym, przemysłowym krajobrazem złożonym z hałd, szybów kopalnianych, kominów, zespołów obiektów hutniczych oraz ze zwartych osiedli familoków z czerwonej cegły. W rzeczywistości jednak pejzaż ten odchodzi stopniowo do przeszłości i wymaga ochrony. Ponadto Górny Śląsk nie jest obszarem jednolitym, jest zróżnicowany pod względem przyrodniczym, krajobrazowym i kulturowym. Zróżnicowana i nie zawsze jednoznaczna jest też tożsamość mieszkańców tej krainy, która przez stulecia stanowiła obszar pogranicza społeczno-kulturowego, gdzie stykały się wpływy polskie, niemieckie i czeskie.

## Geneza Górnego Śląska i jego subregiony

### Geneza Górnego Śląska
W XII w. nazwą Śląsk określano ziemie dzisiejszego Dolnego Śląska. Na wschód mieściła się Przesieka Śląska (pas prastarej puszczy), a za nią kraina z centralnym punktem w mieście Opole. Określano ją jako „obszar opolski”, „Opolskie”, a od XIII w. jako „księstwo opolskie”, rządzone przez książąt opolskich. Piastowie rządzący na obszarze współczesnego Dolnego Śląska używali natomiast tytułu książąt Śląska. Powstawały kolejne niewielkie księstwa, czasem funkcjonujące tylko przez okres samodzielnych rządów jakiegoś konkretnego księcia. Wnukowie Władysława opolskiego i następcy całkowicie zrezygnowali z predykatu opolski w swoich tytułach, ponieważ mogło to sugerować pretensje terytorialne – odwoływali się zamiast tego do nazw stolic swoich księstw. Zachowywali przy tym świadomość wspólnego przodka i wspólnoty terytorialnej.
Dopiero w XIV w., kiedy kolejne księstwa podporządkowywały się Koronie Czeskiej, toponim Śląsk zaczął być stosowany w odniesieniu do terenów dzisiejszego Górnego i Dolnego Śląska. Termin Górny Śląsk pojawił się po raz pierwszy w źródłach w 1478 w kontekście godności Jana Bielika z Kornic, który został mianowany starostą Górnego Śląska przez króla Macieja Korwina. Nazwa ta, urobiona zapewne w kancelarii króla, stosunkowo łatwo przedostawała się do świadomości społecznej. Zaczęto więc stosować rozróżnienie na Dolny Śląsk (dawny Śląsk) oraz Górny Śląsk (dawna ziemia opolska, Opolskie), które szerzej rozpowszechniało się w XVI w. W późnym średniowieczu miejscowa ludność mówiła głównie dialektem języka polskiego, wpływy czeskie w mowie były obecne na południu regionu, natomiast ludność w miastach, zwłaszcza tych rezydencjonalnych, była niemieckojęzyczna. Istniało ponadto kilka niemieckich wysp językowych. Bartłomiej Stein w XVI w. ukuł nazwę Polonica Silesia (Polski Śląsk), biorąc pod uwagę polskojęzyczność regionu górnośląskiego w odróżnieniu do regionu dolnośląskiego. Czeska kancelaria królewska starała się ją wyeliminować, ponieważ taka nazwa mogłaby prowokować do wznowienia pretensji do tych terenów przez polskich władców. Tym łatwiej przyjmowała się tu nazwa Śląsk, a potem Górny Śląsk.

### Podział na Śląsk pruski i Śląsk Austriacki
W 1526 Śląsk przeszedł pod władzę Habsburgów, a od 1742 (koniec I wojny śląskiej) stał się częścią Prus z wyłączeniem księstw cieszyńskiego i opawskiego, a także części karniowskiego i nyskiego. Śląsk został tym samym podzielony na część pruską i austriacką, i ta międzypaństwowa granica przetrwała do I wojny światowej. W monarchii austriackiej Habsburgów obszarów tych nie nazywano Górnym Śląskiem a Śląskiem Austriackim. Po I wojnie światowej nazwa Śląsk Austriacki wyszła z użycia, natomiast część Śląska, która weszła w skład Czechosłowacji nazwano Śląskiem Czeskim (termin ten ukuto już w XVIII w., odwołując się do ziem Korony Czeskiej). Stosowano tu ponadto nazwy nowych subregionów, m.in. Śląsk Cieszyński (Těšínsko), Śląsk Opawski (Opavsko), a po I wojnie światowej: Kraj Sudetów (Sudetenland), Kraik hulczyński (Hlučínsko) czy Zaolzie. Odrębność kulturowa wytworzona w przeszłości między np. Śląskiem Cieszyńskim a dawnym obszarem Śląska pruskiego utrzymuje się również współcześnie. W polskiej części Śląska Cieszyńskiego mieszkańcy określają siebie jako Cieszyniacy, ewentualnie Ślązacy (czasem dodając cieszyńscy), co ma ich odróżniać od mieszkańców z dawnego Śląska pruskiego – Górnoślązaków, z którymi relacje w przeszłości nie były najlepsze. Rodzima ludność z dawnego Śląska Austriackiego na terenie Czech ma co najwyżej tożsamość śląską w odmianie opawskiej czy cieszyńskiej, ale zwykle nie jest ona dominującym składnikiem tożsamości regionalnej. Termin Górny Śląsk jest tu traktowany raczej jako pojęcie historyczne, używane niechętne ze względu na uwikłanie w dawne spory narodowościowe.

### Wschodnia i zachodnia część Górnego Śląska

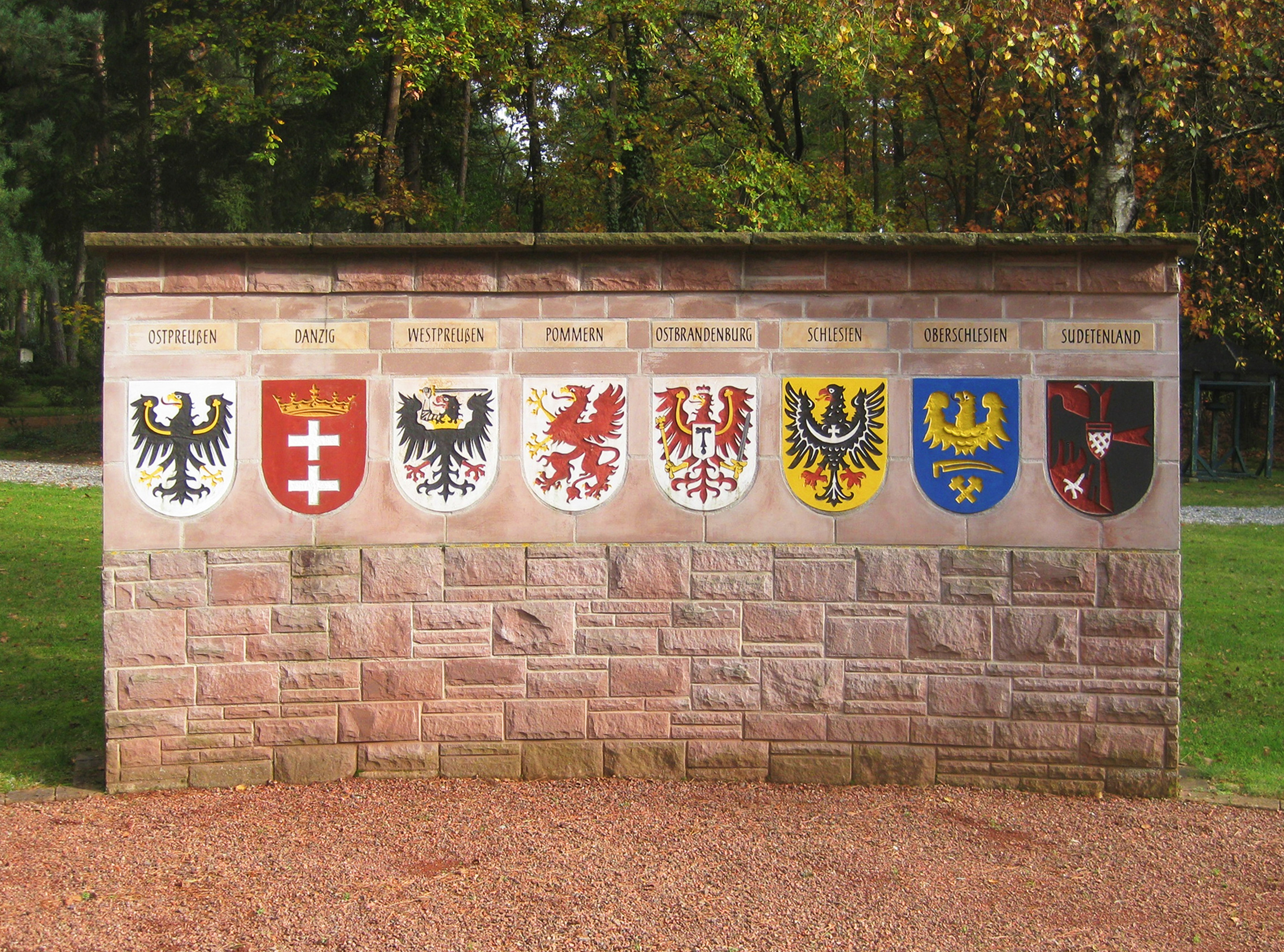
Cmentarz w Bielefeld. Herby ziem utraconych przez Niemcy po II wojnie światowej. Na rzecz Polski i ZSRR: Prusy Wschodnie, na rzecz Polski: Gdańsk, Prusy Zachodnie, Pomorze, Brandenburgia Wschodnia, Dolny Śląsk, Górny Śląsk i na rzecz Czechosłowacji: Kraj Sudetów

W 1815 w Prusach utworzono jednostkę administracyjną rejencja opolska i określano ją także mianem Górnego Śląska (Oberschlesien). W latach 1919–1938 rejencja opolska była tożsama z Prowincją Górnośląską (która to funkcjonowała jeszcze także w latach 1941–1945). Po odrodzeniu się państwa polskiego, powstaniach śląskich, plebiscycie i ostatecznie podziale Górnego Śląska w 1922 między II Rzeczpospolitą i Republiką Weimarską część rejencji opolskiej pozostałą w Niemczech (obejmującą m.in. Gliwice, Zabrze, Bytom, Racibórz, Koźle) strona polska zaczęła nazywać Śląskiem Opolskim, aby unikać nazywania go Śląskiem niemieckim. Analogicznie w Niemczech stworzono termin Ostoberschlesien (Wschodni Górny Śląsk), aby tę część nie musieć nazywać polskim Górnym Śląskiem.
W 1945 niemal cały historyczny Śląsk znalazł się w granicach państwa polskiego. Wówczas na wschodnim Górnym Śląsku osiedlono stosunkowo niewielu przesiedleńców. Częściowa wymiana ludności dotyczyła przede wszystkim zachodniej i centralnej części Górnego Śląska – lokowano tu ludność z Kresów Wschodnich (głównie z południowo-wschodnich województw II Rzeczypospolitej: lwowskiego, stanisławowskiego i tarnopolskiego); osiedlali się tam też migranci z centralnej i wschodniej Polski Polski, a także z Zagłębia Dąbrowskiego czy polskiej części Galicji oraz Polacy powracający do kraju z Europy Zachodniej. W miastach prawobrzeżnej części Śląska Opolskiego (rozumianego tu jako dawna rejencja opolska) jak Bytom, Zabrze, Gliwice, oraz zwłaszcza w centrach miast takich jak np. Opole, Racibórz, Koźle, Dobrodzień, Pyskowice, Strzelce Opolskie, Krapkowice, Olesno miejsce po częściowo ewangelickiej ludności niemieckiej zajęła napływowa katolicka ludność polska. W efekcie w centrach miast przeważała tam polska ludność napływowa, a ich obrzeża, wioski i niewielkie miasta w dalszym ciągu zamieszkiwała rodzima ludność śląska, której nie objęły wysiedlenia, jednak spora część tej rodzimej ludności wyjechała dobrowolnie do Niemiec w późniejszych powojennych latach w okresie Polski Ludowej. Na Dolnym Śląsku wymiana ludności była praktycznie całkowita. Z czechosłowackiej części Śląska po II wojnie światowej również wysiedlono ludność niemiecką. Współcześnie zmniejsza się liczba osób deklarujących się jako Polacy czy Ślązacy w czeskiej części Śląska Cieszyńskiego. 
W następnych powojennych latach, w okresie całego PRL-u i później, na (polskim) Górnym Śląsku masowo w bardzo dużej ilości osiedlała się ludność z całej Polski (tj. ludność napływowa z różnych części Polski) wskutek rozwoju przemysłu i rozbudowy nowych osiedli, a nawet całych miast (np. Tychy), co zdecydowanie zwiększyło liczbę ludności regionu. Ludność ta często osiedlała się na Górnym Śląsku ze względu na podejmowanie się pracy m.in. w przemyśle (kopalnie, huty), jako że przemysł, zwłaszcza górniczy, stanowił bardzo ważną część gospodarki PRL-u. Najwięcej napływowych na Górnym Śląsku pochodziło z okolic Kielc, Krakowa, Częstochowy czy Łodzi, choć faktycznie ludność napływowa pochodziła z całej Polski, także też innych okolic niż wymienione. Podobnie zresztą sytuacja wyglądała w sąsiednim, małopolskim Zagłębiu Dąbrowskim, w którym również osiedlała się ludność napływowa z całej Polski m.in. wskutek rozwoju przemysłu czy budowy nowych osiedli.
W 1945 utworzono województwo śląsko-dąbrowskie obejmujące przedwojenny polski Górny Śląsk, dawną rejencję opolską oraz Zagłębie Dąbrowskie. W 1950 wydzielono osobne województwa katowickie i opolskie. Granica między tymi województwami przypominała do pewnego stopnia granice między „polskim” a „niemieckim” Górnym Śląskiem z 1922. Przesunięto jednak bardziej uprzemysłowione Gliwice, Bytom i Zabrze do przemysłowego województwa katowickiego, natomiast województwo opolskie miało mieć bardziej charakter rolniczy. Jego terytorium powiększono o dolnośląskie powiaty: brzeski i namysłowski. Od tego czasu termin Śląsk Opolski, obok nazwy Opolszczyzna, stosowany jest zwykle w odniesieniu właśnie do województwa opolskiego.

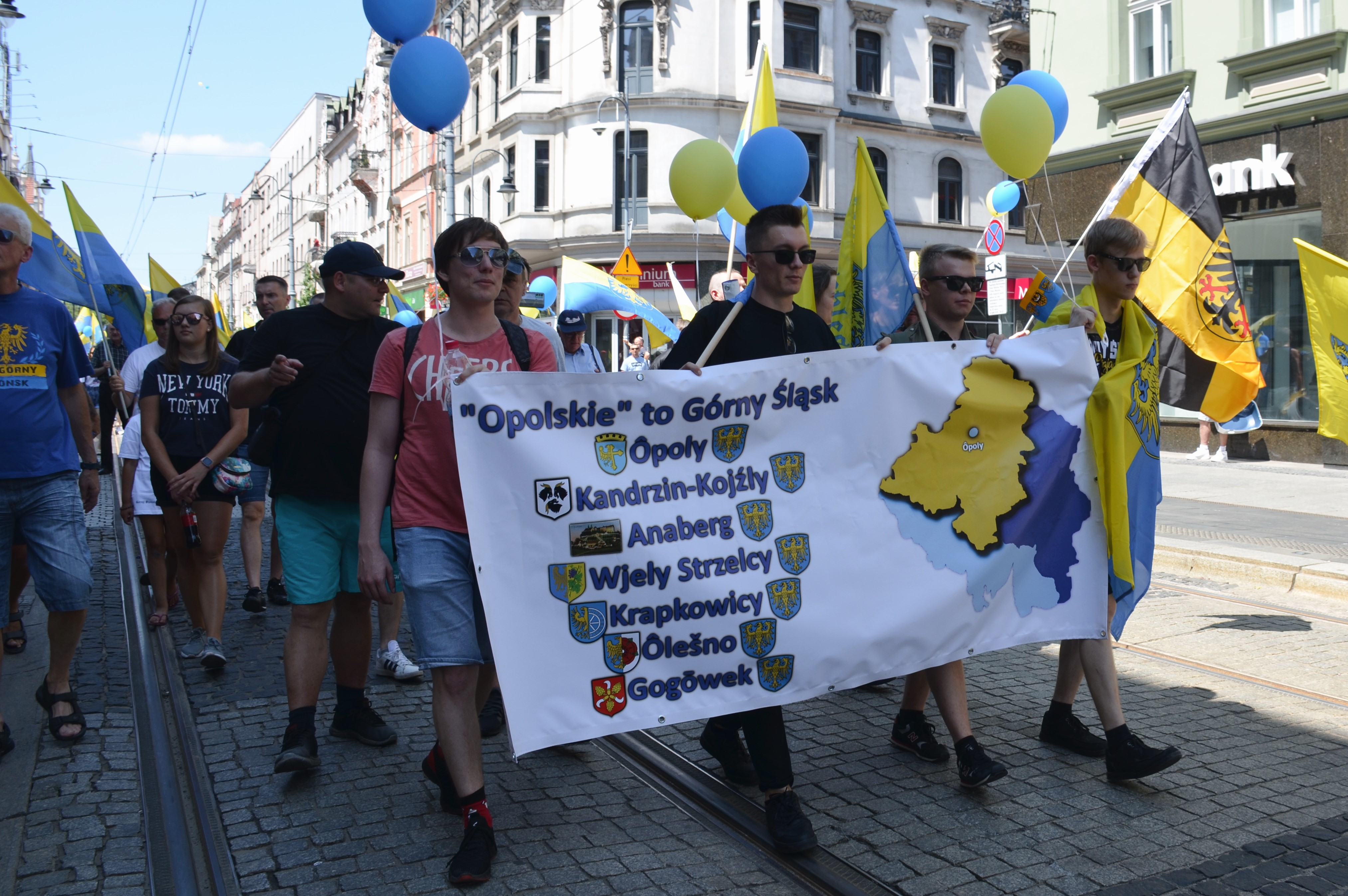
Grupa aktywistów na Marszu Autonomii w Katowicach z transparentem podkreślającym przynależność większości województwa opolskiego do Górnego Śląska

W 1998 w obliczu projektu reformy administracyjnej pojawił się pomysł likwidacji województwa opolskiego w ramach nowego podziału na 12 województw. Politycy ówczesnego województwa katowickiego promowali plany utworzenia województwa (górno)śląskiego obejmującego cały obszar historycznego Górnego Śląska na terenie Polski. Idea ta spotkała się z niespodziewanie silnym sprzeciwem mieszkańców województwa opolskiego. Do jego obrony powołano Obywatelski Komitet Obrony Opolszczyzny. W walkę o utrzymanie odrębnego województwa zaangażowali się zgodnie opolscy politycy, samorządowcy, środowiska naukowe (zwłaszcza Instytut Śląski w Opolu), lokalne władze kościelne, regionalne media i mniejszość niemiecka. Obawiano się m.in. marginalizacji regionu opolskiego w województwie, gdzie ton nadaje silny ośrodek przemysłowy z centrum w Katowicach, oraz ponoszenia kosztów jego restrukturyzacji, a ponadto podkreślano poczucie odrębności i więzi regionalnej. W efekcie tak stanowczej postawy z likwidacji województwa opolskiego zrezygnowano najszybciej.

### Górny Śląsk a Dolny Śląsk
Na Śląsku ludność słowiańskiego pochodzenia pojawiła się w VII w. Na Dolnym Śląsku napływ ludności niemieckiej doprowadził z czasem do jej germanizacji i już w średniowieczu dominowali tu ekonomicznie i kulturowo Niemcy. Bardzo wcześnie, bo w II poł. XVI w. dominującą religią stał się protestantyzm. Jeszcze w XVIII w. polska strefa językowa obejmowała niektóre dolnośląskie miasta wraz z okolicami takie jak Oława, Trzebnica, Namysłów. Między XVIII a XIX w. polsko-niemiecka granica językowa przebiegała mniej więcej jak ta oddzielająca Górny Śląsk od Dolnego Śląska wyznaczona przez rzeki: Stobrawa, Odra, Nysa Kłodzka.
Na Górnym Śląsku kolonizacja niemiecka nie była tak intensywna, m.in. przez naturalną barierę w postaci rzeki Odry i gęstej puszczy. Ludność wiejska tworzyła społeczności lokalne, zachowując swój sposób życia i język. Kontrreformacja osiągała tu sukcesy i po wojnie trzydziestoletniej znaczna część ludności z protestanckich kolonii niemieckich przeszła na katolicyzm. Za czasów pruskich ta część Śląska była raczej zapomniana i zacofana. Radykalnie zmieniło się to w II poł. XIX w., kiedy silnie rozwinął się tu przemysł. W okresie międzywojennym wschodnia część Górnego Śląska należała do II Rzeczypospolitej, natomiast część zachodnia oraz Dolny Śląsk były częścią Rzeszy.

### Zamieszanie terminologiczne
W kwestii obszaru historycznego Górnego Śląska czy też jego obecnego zasięgu panuje duże zamieszanie terminologiczne, nakładają się granice wielu jednostek regionalnych czy administracyjnych, tych współczesnych i historycznych, współistniejących obecnie w różnym stopniu i zakresie. Przykładowo mówi się o Śląsku, w tym o Śląsku Górnym, którego częścią jest Śląsk Cieszyński lub też istnieje obok niego. Nakładać się na to może regionalizacja na bazie geomorfologii – Beskid Śląski (górale śląscy) oraz tzw. Podbeskidzie. Jako osobne subregiony Śląska Cieszyńskiego funkcjonuje jego część polska i część czeska, a w obrębie czeskiego Śląska Cieszyńskiego istnieje obszar należący niegdyś do państwa polskiego, częściowo zamieszkany przez Polaków – Zaolzie. Innym przykładem tego zjawiska jest spotykany czasem wewnętrzny podział powojennego Śląska na Dolny Śląsk, Górny Śląsk i osobny Śląsk Opolski. Rozumienie historycznych granic regionu oraz zasięg górnośląskiej tożsamości regionalnej bywają instrumentalizowane do celów politycznych.

## Historia

### Prehistoria
- około 800 tys. lat p.n.e. – w okolicach dzisiejszych Kończyc Wielkich koło Cieszyna przebywali przedstawiciele gatunku praczłowieka Homo erectus, przybyli prawdopodobnie z południa przez Bramę Morawską za zwierzyną[80].

### Średniowiecze

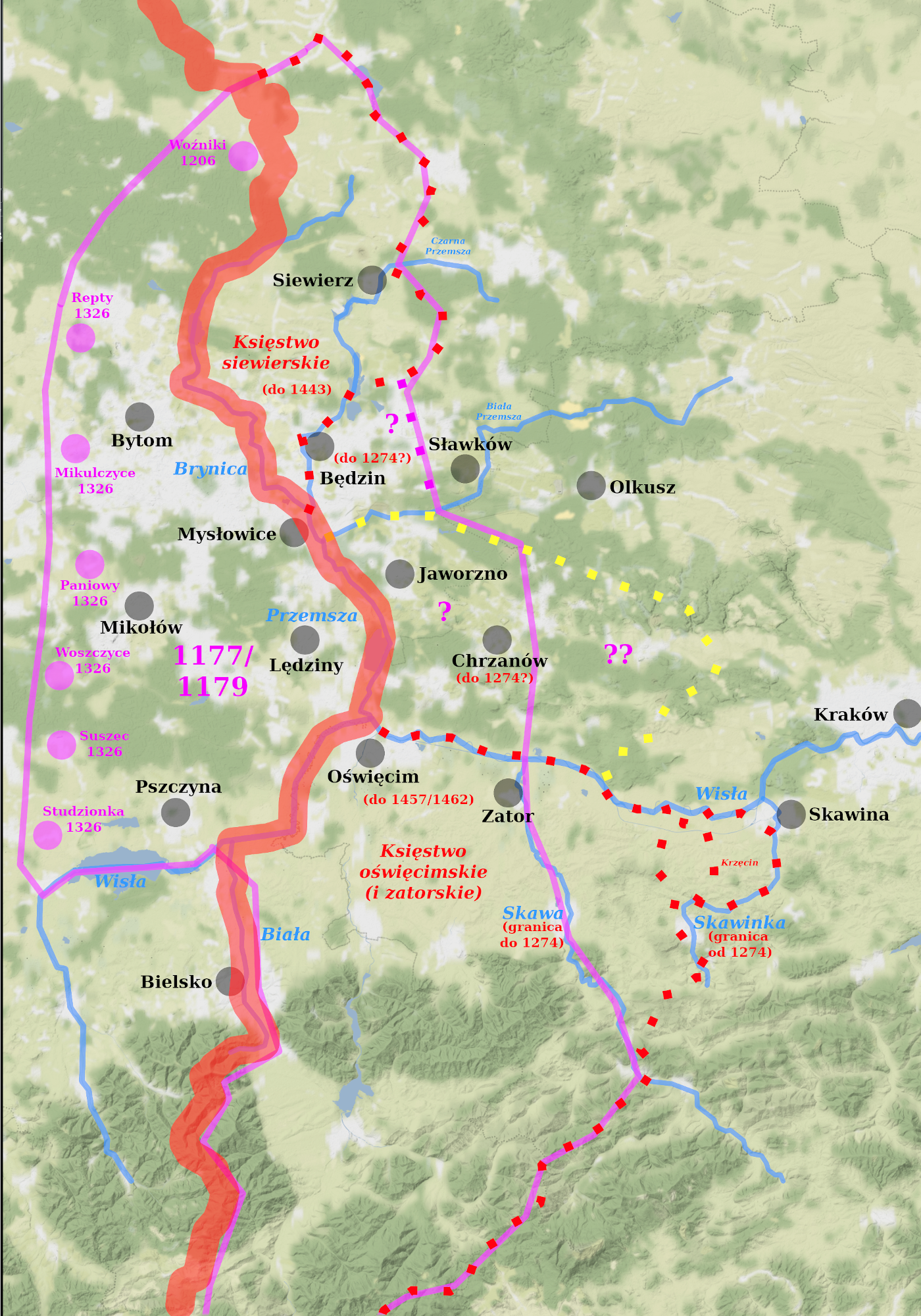
Ukształtowana w średniowieczu granica pomiędzy Śląskiem a Małopolską w odniesieniu do najdalej na zachód wysuniętych parafii diecezji krakowskiej (fioletowe punkty), jako pozostałość po darowiźnie z ok. 1177 roku, oraz do granic księstw siewierskiego i oświęcimskiego, oraz kasztelanii chrzanowskiej, które w średniowieczu przejściowo również należały do Śląska

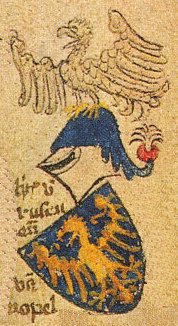
Orzeł na błękitnym tle na herbie księcia opolskiego z Herbarza Geldrii z XIV wieku, który stał się później herbem Górnego Śląska

We wczesnym średniowieczu w dorzeczu górnej Odry rozwinęły się trzy wyraźne ośrodki osadnicze: centralny, na linii Racibórz–Prudnik, północny wokół Opola i południowy wokół Opawy. Pozostałe regiony były jeszcze słabo zaludnione. Geograf Bawarski wymienił trzy plemiona, które wiąże się często z powyższymi trzema antroporegionami. Najmniejsze kontrowersje wzbudza utożsamianie regionu południowego z plemieniem Gołęszyców i północnego z Opolanami, natomiast wątpliwości wzbudza łączenie regionu głubczyckiego z plemieniem Lupiglaa, jak również rozgraniczenie i dokładny zasięg plemion (np. czy Gołęszycy sięgali na wschodzie aż po Wisłę). Badania archeologiczne sugerują, że państwo wielkomorawskie podporządkowało sobie region południowy już w pierwszej połowie IX wieku, a nawet ustanowiło enklawę ludności morawskiej (trzy cmentarzyska w Kotlinie Opawskiej), a w Kocobędzu-Podoborze mogła znajdować się morawska załoga. Około 870 roku zniszczone zostały m.in. grody Lubomia i Międzyświeć, co przypisuje się działaniom Wielkomorawian pod wodzą Świętopełka Wielkiego, jednak nie wiadomo czy chodziło o akcję odwetową, czy podbój, a polityczna obecność w pozostałych dwóch ośrodkach osadniczych jest niepotwierdzona. W następnych stuleciach rozwinął się kolejny znaczący region osadniczy w okolicach Bytomia i Będzina o charakterze wydobywczym. Skąpe źródła pisane i niewystarczający stan rozpoznania archeologicznego nie pozwalają potwierdzić przynależności politycznej w wiekach od X do XII, zarówno do Czech, jak i Polski. Jednak możliwe, że za panowania Bolesława I Srogiego górne Nadodrze należało do Czech, bez czego nie byłoby możliwe jego rzekome panowanie nad Krakowem. W latach 985–990 miała miejsce kampania wojenna Mieszka I przeciwko Czechom. Wówczas najprawdopodobniej zajął on, niekoniecznie z rąk czeskich, tereny dzisiejszego Górnego Śląska (plemiona zamieszkujące Dolny Śląsk Mieszko mógł podbić już wcześniej). W tym czasie nastąpiły nad górną Odrą wyraźne zmiany osadnicze i lokalizacji głównych grodów, np. z Lubomi do Raciborza, z Kocobędza do Cieszyna. Z 985 roku pochodzą wały piastowskich grodów z Opola, Wrocławia i Głogowa, jak również powstanie grodu w Opawie-Kylešovicach przypisuje się częstokroć polskiej akcji osadniczej. Pierwszym dokumentem mogącym potwierdzić przyłączenie Śląska mógł być Dagome iudex z 991 roku. W 1000 powstaje biskupstwo wrocławskie, obejmujące swoim zasięgiem Dolny Śląsk i większą część Górnego Śląska.
- 1038 – książę czeski Brzetysław I najechał na Polskę i przyłączył Śląsk do Czech. W następstwie najazdu wyłączył też z diecezji wrocławskiej Opawę i Karniów wraz z okolicami.
- 1050 – Kazimierz I Odnowiciel najechał na Czechy, wskutek czego przyłącza do Polski Śląsk bez części ziemi gołęszyckiej. Zgodnie z układem w Quedlinburgu polscy władcy musieli płacić Czechom trybut z ziem śląskich.
- 1069 – Bolesław Szczodry zaprzestaje płacenia trybutu ze Śląska.
- 1137 – pokój kłodzki między Bolesławem Krzywoustym i Sobiesławem I zostawiający Śląsk Opawski i ziemię kłodzką władcom czeskim, a resztę Śląska władcom polskim.
- 1138 – podział Polski na dzielnice, Śląsk i Małopolska dostały się pod władzę Władysława II Wygnańca, który jako książę-senior i princeps miał zwierzchnią władzę nad wszystkimi dzielnicami Królestwa Polskiego. Ziemie późniejszego Górnego Śląska znalazły się w dzielnicy śląskiej i dzielnicy senioralnej (krakowskiej), z wyjątkiem opawskiej (wcielonej do Moraw).
- 1163 – Korzystając z protekcji cesarza Fryderyka Barbarossy, wskutek układu w Norymberdze synowie Władysława II Wygnańca i Agnieszki: Bolesław I Wysoki i Mieszko I Plątonogi odzyskują dzielnicę śląską, jako dziedziczne księstwo. Strategiczne grody nad Odrą książę-senior Bolesław IV Kędzierzawy obsadził swoim wojskiem.
- 1166 – Książęta śląscy Bolesław I Wysoki i Mieszko I Plątonogi usuwają załogi seniora ze strategicznych nadodrzańskich grodów.
- 1173 – wyłączenie ziem późniejszego Górnego Śląska od reszty ziem śląskich: Mieszko I Plątonogi otrzymał samodzielną dzielnicę ze stolicą w Raciborzu; a jego bratanek Jarosław dostał księstwo ze stolicą w Opolu.
- 1178/1179 – Kazimierz II Sprawiedliwy pokonał księcia-seniora Mieszka Starego. Równolegle na Śląsku Mieszko I Plątonogi pokonał i wypędził sojusznika Kazimierza – księcia Bolesława Wysokiego. W zamian za zgodę na powrót Bolesława Wysokiego na stolec książęcy we Wrocławiu, Mieszko I Plątonogi otrzymał od Kazimierza Sprawiedliwego kasztelanię bytomską kasztelanię oświęcimską. Pierwotna granica śląsko-małopolska leżąca na dziale wodnym Odry i Wisły została przesunięta na wschód i od tego czasu datuje się przynależność Bytomia do Śląska.
- 1202 – Mieszko I Plątonogi po śmierci Jarosława przyłączył jego ziemie do swego księstwa. Wszystkie, z wyjątkiem opawskiej (Opawa, Karniów, Głubczyce), ziemie późniejszego Górnego Śląska należą do księstwa opolsko-raciborskiego.
- 1210, 9 czerwca – zapewne na wniosek księcia wrocławskiego Henryka I Brodatego, papież Innocenty III przywraca zasadę senioratu. Podczas zjazdu w Borzykowej innych książąt piastowskich i biskupów metropolii gnieźnieńskiej radzących nad kwestią zawartą w tej bulli książę opolsko-raciborski Mieszko I Plątonogi zajmuje Kraków.
- 1241 – najazd mongolski na Śląsk, zakończony klęską wojsk śląskich (wspomaganych przez nielicznych Krzyżaków, Templariuszy, Morawian, Wielkopolan i wojska małopolskie) w bitwie pod Legnicą, odbytej 9 kwietnia, podczas której zginął książę Henryk II Pobożny.
- 1255 – czeski wielmoża Wok z Rożemberka założył w okolicy obecnego Prudnika kilka wsi i w zakolu rzeki Prudnik – zamek gotycki, kontrolujący ruch na szlaku handlowym z Nysy do Opawy.
- 1281/1282 – umarł Władysław opolski, zostawiając czterech synów. Do 1290 roku w wyniku podziału ziem między synów zmarłego powstały księstwa bytomskie, opolskie i raciborskie i nieco później – cieszyńskie.
- 1289, 1 stycznia – książę bytomski Kazimierz II składa hołd lenny Wacławowi II, królowi Czech.
- 1306, 4 sierpnia – hołd książąt bytomskich ustaje na skutek śmierci Wacława III.
- 1318 – ziemie śląskie w granicach Korony Czeskiej wyłączono z Moraw, jako księstwo opawskie – dziedziczną ziemię bocznej linii Przemyślidów.
- 1327 – wszyscy książęta górnośląscy, kolejno w Opawie, Bytomiu i Wrocławiu składają hołd lenny Janowi Luksemburskiemu.
- 1335, 24 sierpnia, Trenczyn, 13 listopada, Wyszehrad – Układ w Trenczynie o uznanie zwierzchności Jana Luksemburskiego nad zhołdowanymi księstwami śląskimi oraz o zaprzestaniu przez Jana Luksemburskiego używania tytułu króla Polski[83].
- 1336 – po śmierci ostatniego Piasta raciborskiego Leszka jego księstwo przyznano Przemyślidom z Opawy.
- 1337 – Jan Luksemburski odkupił od Albrechta z Fulštejnu ziemię prudnicką, która dotychczas wchodziła w skład księstwa opawskiego, a następnie razem z Prudnikiem przekazał ją Bolesławowi Pierworodnemu[84].
- 1339 – król Polski Kazimierz III Wielki w akcie krakowskim potwierdza ustalenia układu trenczyńskiego, zrzekając się roszczeń do księstw śląskich, z wyłączeniem księstw Bolka II świdnickiego, Henryka jaworskiego, Bolka ziębickiego i biskupiego księstwa nyskiego.
- 1345 – wojska polskie, węgierskie i litewskie pod wodzą króla Kazimierza III Wielkiego wkraczają na Górny Śląsk. 29 czerwca 1345 król czeski Jan Luksemburski, stanął obozem „pod Wodzisławiem”, zmuszając króla Kazimierza Wielkiego do odwrotu[85][86].
- 1348 (22 listopada) – zawarcie pokoju w Namysłowie utrwalającego stan faktyczny sprzed wybuchu wojny w 1345. (7 kwietnia) – Inkorporacja Śląska do Świętego Cesarstwa Rzymskiego przez cesarza Karola IV Luksemburskiego.
- 1391 – książę raciborski Jan II Żelazny najechał na dobra biskupa krakowskiego. Jako rekompensatę oddaje mu Chełm, Imielin i Kosztowy. Powstała tzw. enklawa imielińska, terytorium to należało do Polski do III rozbioru, a następnie do Księstwa Warszawskiego[87].
- 1410, 15 lipca – w bitwie pod Grunwaldem wzięło udział 34 rycerzy z Górnego Śląska, w tym m.in. Wernko Szeliga z Zębowic, Michał z Sumina, Mieszko z Janowic, Maćko z Prudnika, Paweł z Lublińca, Michał z Pilszcza i Jan ze Szczerbic[88].
- 1456 (1496) – przyłączenie księstwa oświęcimskiego do Królestwa Polskiego.
- 1464, 23 marca – Prudnik i okoliczne wsie zostały obłożone ekskomuniką przez papieża Piusa II[89].
- 1494 – przyłączenie księstwa zatorskiego do Królestwa Polskiego.
- 1521 – zjednoczenie większości ziem Górnego Śląska (poza księstwem cieszyńskim, księstwem opawskim i księstwem karniowskim) przez księcia Jana II Dobrego.

### Era nowożytna

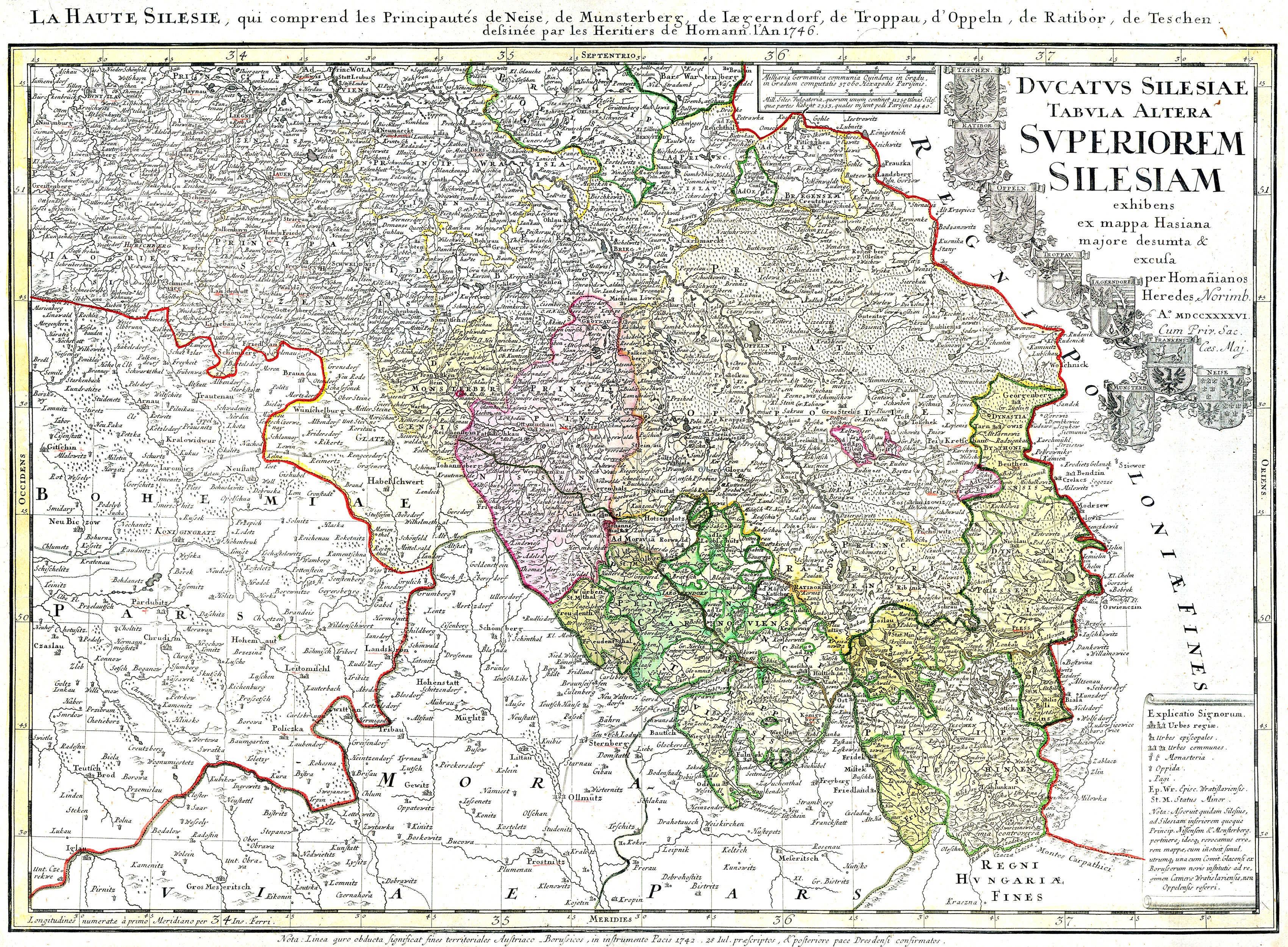
Mapa Śląska z roku 1746
(długość geograficzna na mapie podana względem południka Ferro)

- 1526 – Dolny i Górny Śląsk dostają się pod władzę Ferdynanda I Habsburga.
- 1528 – książę opolski Jan II Dobry i książę karniowski Jerzy Hohenzollern-Ansbach wydają Ordunek Gorny[90]. Początek nowożytnego górnictwa na Górnym Śląsku.
- 1618 – Stany śląskie popierają detronizację Ferdynanda Habsburga i wybierają na swojego władcę Fryderyka V Wittelsbacha – elektora palatynatu reńskiego.
- 1619 – Śląsk oficjalnie przyłącza się do antyhabsburskiego powstania. Na czele zarządu staje starosta generalny Śląska książę brzeski Jan Chrystian z dynastii Piastów. Na czele armii powstańczej staje górnośląski książę karniowski, pan na Bytomiu i Boguminie Jan Jerzy.
- 1620 luty – najazd na Śląsk wysłanych cesarzowi z odsieczą przez króla Zygmunta III Wazę oddziału najemnego lisowczyków.
- 1627 – armia Albrechta von Wallensteina pustoszy wiele śląskich miast i wsi, m.in. Prudnik, Głogówek, Żory, Pszczynę, Bytom, Rybnik, Koźle i Strzelce Opolskie[91].
- 1653 – po śmierci księżnej Elżbiety Lukrecji, Habsburgowie obejmują w bezpośrednie władanie ostatnie księstwo piastowskie na Górnym Śląsku – księstwo cieszyńskie.
- 1683 sierpień – przemarsz wojsk polskich udających się pod Wiedeń.
- 1740 – Król pruski Fryderyk II Wielki zajmuje większość ziem Górnego Śląska, poza księstwami: cieszyńskim, opawskim i karniowskim.
- 1740–1742 – I wojna śląska.
- 1742, 11 czerwca – Podpisanie pokoju we Wrocławiu na mocy którego Fryderyk II opanował prawie cały Śląsk Dolny (oprócz części biskupiego księstwa nyskiego – ziemie frywałdowskiej) i większość Górnego (bez księstw: cieszyńskiego i opawskiego).
- 1746 – na Górnym Śląsku znajdowały się cztery urzędy pocztowe: w Prudniku, Opolu, Raciborzu i Tarnowskich Górach[92].
- 1751 – podział Śląska Austriackiego (ze stolicą w Opawie) na obwody karniowski, opawski i cieszyński.
- 1788, 19 stycznia – uruchomienie w kopalni Fryderyk pod Tarnowskimi Górami jednej z pierwszych poza Anglią maszyn parowych. Początek rozwoju wielkiego zagłębia przemysłowego.
- 1811, luty – powstanie chłopskie pod przywództwem Józefa Bieni w 170 gminach ówczesnych powiatów pszczyńskiego i raciborskiego, stłumione przez wojska pruskie.
- 1819 – rozporządzenie o nakazie nauki języka niemieckiego w szkołach.
- 1836 – epidemia cholery.
- 1845 – Samuel Fränkel założył w Prudniku fabrykę tkanin lnianych (późniejsze ZPB „Frotex”), która wkrótce stała się jedną z największych fabryk włókienniczych w Europie i na świecie[93].
- 1847 – epidemia tyfusu plamistego w powiatach: pszczyńskim, rybnickim i raciborskim.
- 1848, 21 lipca – ks. Józef Szafranek zażądał w sejmie pruskim równouprawnienia języka polskiego z niemieckim na Górnym Śląsku.
- 1848, wrzesień – starcia chłopów z wojskiem pruskim w powiecie raciborskim (m.in. w Beneszowie Dolnym i Hulczynie); rozruchy głodowe w Oleśnie, Byczynie i Krapkowicach.
- 1848, 22 października – powstanie w Bytomiu polskiego Klubu Narodowego.
- 1848, 11 listopada – wydanie w języku polskim przez króla i rząd Prus odezwy mającej na celu uspokojenie, związanych z „Wiosną Ludów”, niepokojów społecznych na Śląsku.„Pieśni Ludu Polskiego w Górnym Szląsku” autorstwa Juliusza Rogera wydane we Wrocławiu w 1863 roku.

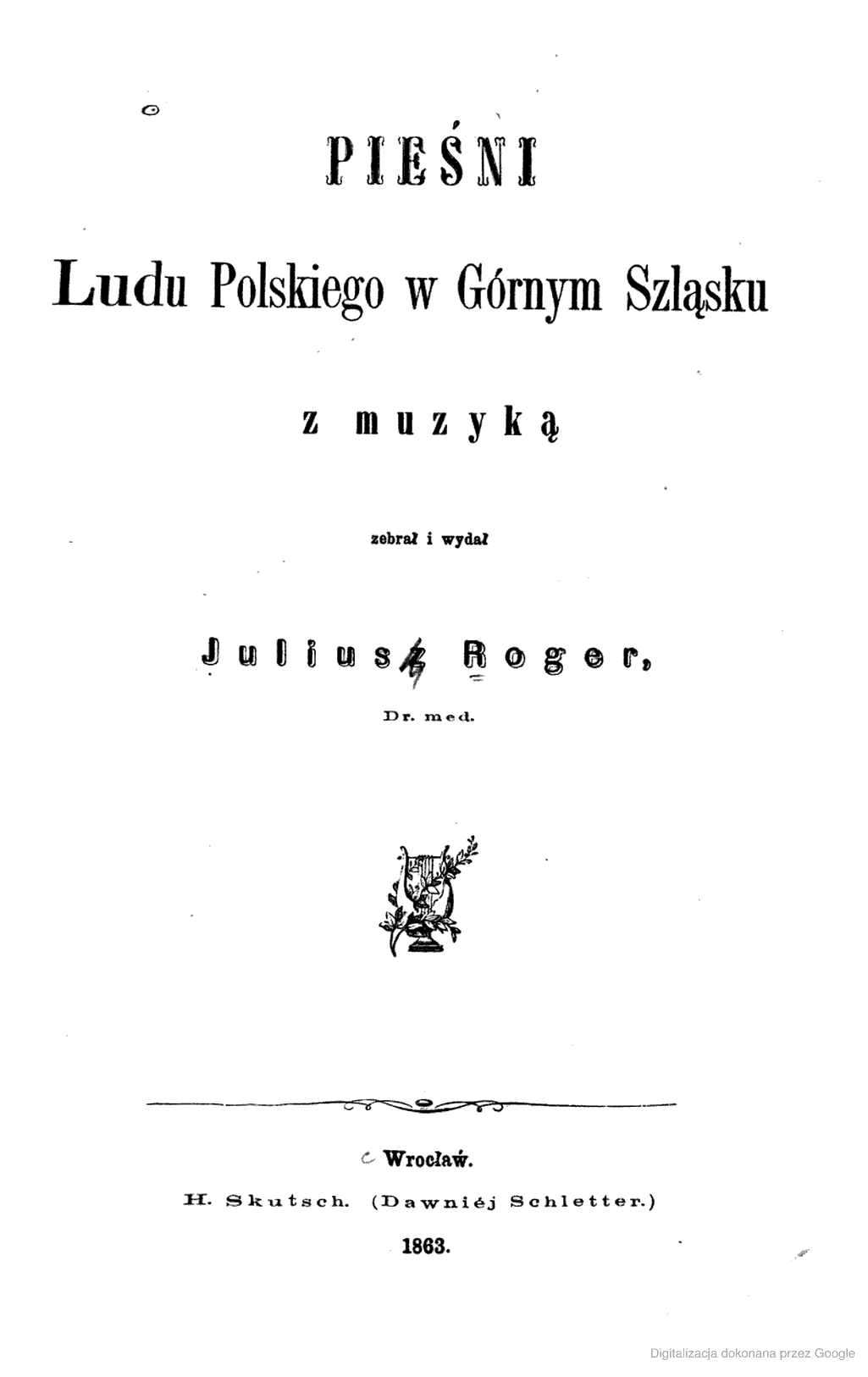
„Pieśni Ludu Polskiego w Górnym Szląsku” autorstwa Juliusza Rogera wydane we Wrocławiu w 1863 roku.

- 1872 – usunięcie na wniosek Bismarcka języka polskiego ze szkół na Górnym Śląsku.
- 1889, 18 maja – dwutygodniowy strajk 15 tys. górników śląskich.
- 1890, 1 grudnia – spis powszechny w rejencji opolskiej wykazuje, że 58,2% ludności podaje język polski jako ojczysty, 35,9% język niemiecki, 2,1% zakwalifikowano jako dwujęzycznych[94].
- 1903, 25 czerwca – Wojciech Korfanty zostaje pierwszym polskim deputowanym do Reichstagu, który nie wchodzi do niego z ramienia partii Centrum.
- 1907 – w wyborach na polskich kandydatów padło więcej głosów (39,5% głosów) niż na kandydatów katolickiej niemieckiej partii Centrum (31,7% głosów).Winieta tytułowa „Górnoślązaka” nr 172 z 2 sierpnia 1912 roku.

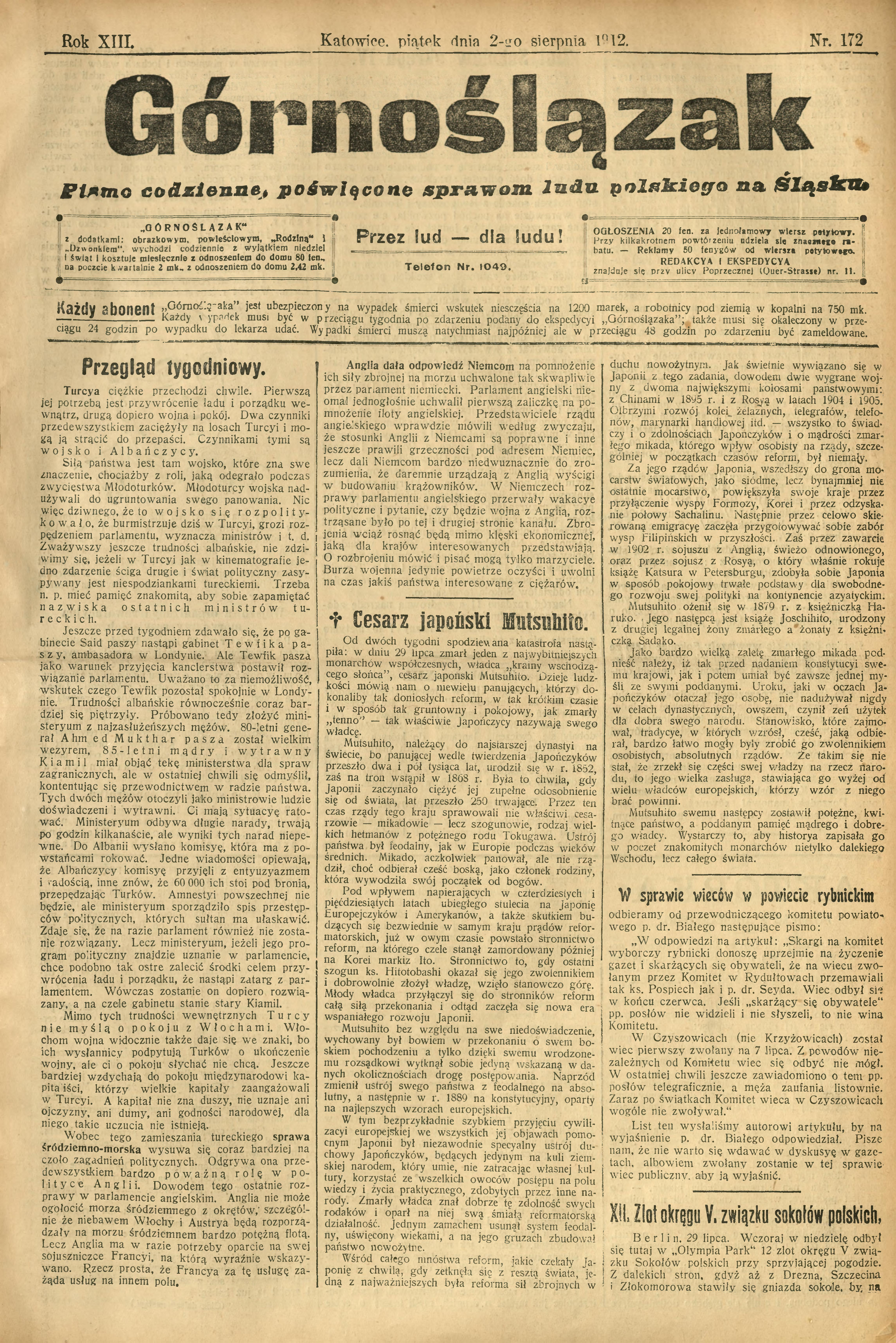
Winieta tytułowa „Górnoślązaka” nr 172 z 2 sierpnia 1912 roku.

- 1919, 23 stycznia – oddziały czeskie w liczbie 16 tys. żołnierzy, przekraczają granicę Śląska Cieszyńskiego i spychają nieliczne oddziały samoobrony (ok. 1,5 tys.) na linię Wisły.
- 1919, 28 stycznia – 30 stycznia – bitwa z oddziałami czeskimi o Skoczów, zatrzymanie ofensywy wojsk czeskich.
- 1919, 3 lutego – zawarcie zawieszenia broni. Czesi zostają zmuszeni do opuszczenia Cieszyna, Jabłonkowa, Frysztatu.
- 1919, 16 sierpnia – rozpoczyna się pierwsze powstanie śląskie.
- 1920, 4 lutego – część powiatu raciborskiego, Kraik hulczyński, została, wbrew woli lokalnej ludności, przekazana Czechosłowacji.
- 1920, 15 lipca – uchwalenie Statutu Organicznego Województwa Śląskiego nadającego mu autonomię.
- 1920, 28 lipca–31 lipca – podział Śląska Cieszyńskiego między Polskę i Czechosłowację (Zaolzie).
- 1920, 19 sierpnia – rozpoczyna się drugie powstanie śląskie.
- 1921, 20 marca – plebiscyt na Górnym Śląsku w sprawie przynależności terytorialnej tego obszaru do Polski lub Niemiec. 59,41% głosujących opowiada się za zostawieniem regionu w Niemczech, zaś 40,59% opowiada się za przyłączeniem tego regionu do Polski.
- 1921, 2/3 maja – rozpoczyna się trzecie powstanie śląskie.Akt pamiątkowy połączenia Górnego Śląska z Rzecząpospolitą z 16 lipca 1922 roku

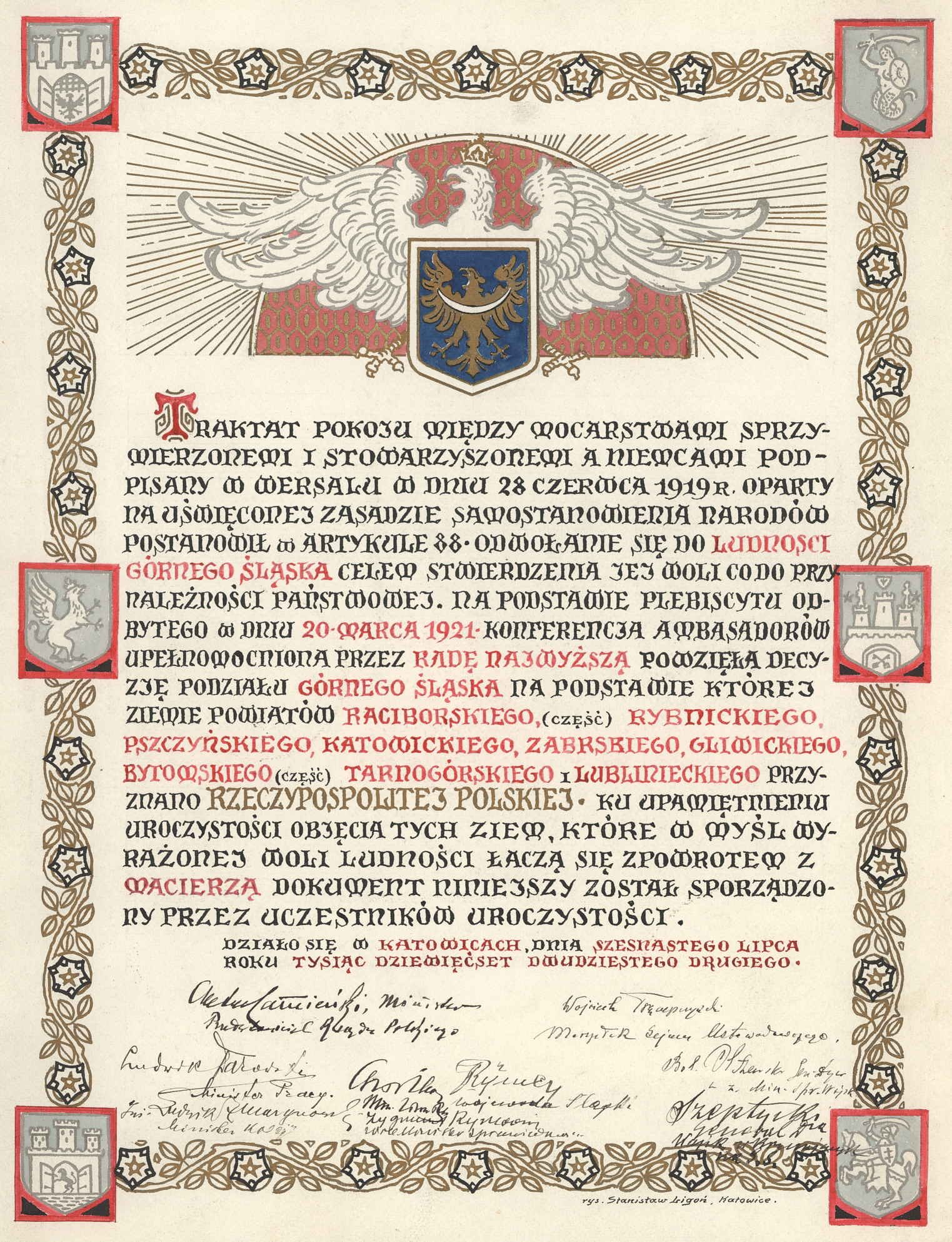
Akt pamiątkowy połączenia Górnego Śląska z Rzecząpospolitą z 16 lipca 1922 roku

- 1922, 20 czerwca – podział Górnego Śląska i przyłączenie, w wyniku decyzji poplebiscytowych, południowo-wschodniej części do Polski.
- 1922, 24 września – w polskiej części Górnego Śląska odbywają się wybory do Sejmu Śląskiego.
- 1925 – powstaje diecezja katowicka podległa archidiecezji krakowskiej.
- 1928 – czechosłowacka Kraina Śląska (cz. země Slezská) została połączona z Krainą Morawską (cz. země Moravská) i powstała Kraina Morawskośląska (cz. Země Moravskoslezská) ze stolicą w Brnie.
- 1933–1945 – germanizacja słowiańsko-brzmiących niemieckich nazw geograficznych, np. Sczedrzik na Hitlersee (1934), Peterwitz na Zietenbusch (1936), Boblowitz na Hedwigsgrund (1936), Zauchwitz na Dreimühlen (1936), Kittelwitz na  Kitteldorf (1936), Tschirmkau na Schirmke (1936), Pyschcz na Sandau (1938), Bobrownik na Biberswald (1939) itd.
- 1938, 2 października – równoległe wkroczenie wojsk niemieckich na Śląsk Opawski (Kraj Sudetów i Kraik hulczyński) i wojsk polskich do czechosłowackiej części Śląska Cieszyńskiego (tzw. Zaolzie). Przyłączenie do Polski i woj. śląskiego terytorium o pow. 689 km².
- 1938, 30 października – m.in. na Śląsku Sudeckim powstała rejencja opawska w granicach Okręgu Rzeszy Kraj Sudetów. Kraik hulczyński został ponownie przyłączony do powiatu raciborskiego w rejencji opolskiej w granicach Okręgu Rzeszy Śląsk.
- 1939, 31 sierpnia – Prowokacja gliwicka.
- 1939, 1 września – wybuch II wojny światowej (atak Niemiec na Polskę), na ziemi opawskiej był otwarty obóz internacyjny Skrochowice (niem. Skrochowitz; dzisiaj część gminy Brumowice) dla Polaków z ziem Województwa Śląskiego.
- 1939 – okupacja niemiecka. Wcielenie polskiej – południowo-wschodniej części Górnego Śląska (Województwa Śląskiego) do III Rzeszy.
- 1939, 8 października – dekret Adolfa Hitlera o likwidacji autonomii województwa śląskiego.
- 1940 – utworzenie przez Wehrmacht w Sławięcicach zespołu obozów pracy przymusowej dla kobiet, Polenlager, obozu dla jeńców międzynarodowych i filii obozu w Auschwitz. Obozy te trzy lata później osiągnęły stan 50 tys. więźniów[95].
- 1941, 4 marca – wprowadzenie Volkslisty.
- 1941 – ustanowienie nowej jednostki administracyjnej Provinz Oberschlesien.
- 1944, 6 sierpnia – tragedia żywocicka.
- 1945, styczeń – przez wschodni Górny Śląsk przechodzą marsze śmierci, w trakcie których śmierć poniosło ok. 15 tys. osób więźniów niemieckiego obozu w Auschwitz.
- 1945 – Górny Śląsk w granicach Polski i Czechosłowacji.
- 1945, luty – w miejscu filii obozu niemieckiego w Auschwitz, Urząd Bezpieczeństwa utworzyło obóz Zgoda (na terenie miasta Świętochłowice), kierowany przez Salomona Morela. W obozie zginęło około 2500 osób, w większości mieszkańców Górnego Śląska.
- 1945, luty – kwiecień – deportacje Górnoślązaków do ZSRR jako robotników przymusowych.
- 1945, marzec – przyłączenie Śląska Opolskiego (międzywojenny niemiecki Górny Śląsk) i uprzemysłowionych powiatów Kieleckiego (Zagłębie Dąbrowskie) do de iure autonomicznego Województwa Śląskiego.
- 1945, 6 maja – Krajowa Rada Narodowa likwiduje autonomię Górnego Śląska. Wojewoda Aleksander Zawadzki samowolnie wprowadza nową nazwę województwo śląsko-dąbrowskie.
- 1945, 9 maja – likwidacja przez Czechosłowację administracji polskiej na Zaolziu.
- 1945 – początki masowego wywożenia tysięcy miejscowej ludności, zwłaszcza górników, na roboty przymusowe do ZSRR, głównie w rejon Donbasu[96][97].
- 1946 – kwalifikowanie w Polsce osób do przeprowadzania selekcji narodowej, zakładającej rozdzielenie elementu kulturowo polskiego (czyli posługującego się polskim językiem i zachowującego polskie obyczaje) od Niemców. Na samym Śląsku Opolskim do połowy 1949 roku zweryfikowano około 850 tys. osób[96]. Wysiedlanie ludności niemieckiej i osiedlanie się polskich Kresowian (Polaków z Kresów) na Górnym Śląsku, którzy zostali przymusowo wysiedleni z dawnych polskich Kresów Wschodnich, a także osiedlanie się dobrowolnych polskich osadników z innych, często przeludnionych części Polski[98]. Następnie, przez cały okres PRL-u, w rejonie Górnego Śląska zamieszkała bardzo duża liczba Polaków pochodzących z innych regionów, którzy dostawali pracę na Górnym Śląsku. Natomiast w czeskiej części Śląska osiedlali się Czesi po wysiedlonych Niemcach.
- 1949, 1 stycznia – podział Śląska Czeskiego do krajów ołomunieckiego (cz. Olomoucký kraj) i ostrawskiego (cz. Ostravský kraj).
- 1950 – podział województwa śląskiego (śląsko-dąbrowskiego) na województwo katowickie (do którego włączono także ziemie małopolskie, np. Częstochowę z częścią Jury i Zagłębie Dąbrowskie) i województwo opolskie.
- lata 70. XX w. duże inwestycje w przemysł i infrastrukturę. Powstaje szereg kopalń węgla kamiennego, stare są modernizowane, powstaje tzw. „gierkówka” droga szybkiego ruchu Warszawa – Katowice (1972–1976).
- 1975 – z województwa katowickiego wyodrębniono województwo częstochowskie i część województwa bielskiego. Przyłączenie mniejszych miast i osiedli typu miejskiego do sąsiednich, większych ośrodków (np. Lędziny, Niedobczyce, Radlin, Radzionków).
- 1980, 3 września – po serii strajków podpisane zostają w Jastrzębiu-Zdroju przy Kopalni Węgla Kamiennego „Manifest Lipcowy” (obecnie: „Zofiówka”) Porozumienia jastrzębskie. Porozumienie to było częścią porozumień sierpniowych, ale obejmowało też szereg żądań górników.
- 1981, 13 grudnia – po wprowadzeniu stanu wojennego w Polsce na Śląsku dochodzi do bardzo licznych strajków i akcji protestacyjnych, m.in. w KWK Piast, gdzie 1000 górników przebywało pod ziemią od 14 grudnia do 28 grudnia 1981 (był to najdłużej trwający strajk w historii powojennego górnictwa).
- 1981, 16 grudnia masakra górników w kopalni Wujek w Katowicach.
- 1996, 30 maja – powstała diecezja ostrawsko-opawska w wyniku wyłączenia części terytorium z archidiecezji ołomunieckiej.
- 1999 – Reforma administracyjna – mimo wcześniejszych planów utworzenia jednego województwa obejmującego cały historyczny Górny Śląsk w granicach Polski[54] – w związku ze stanowczym sprzeciwem mieszkańców regionu opolskiego[48] dzieli go ostatecznie na dwa województwa: województwo śląskie (obejmujące obszary części historycznego Górnego Śląska (ok. 51% województwa), ale również część historycznej Małopolski (ok. 49% województwa), a jednocześnie wcześniejszych województw: katowickiego, częściowo bielskiego i częstochowskiego) oraz województwo opolskie (powiększone o powiat oleski).
- 2001, 31 maja – zmiana nazwy kraju ostrawskiego na kraj morawsko-śląski (cz. Moravskoslezský kraj).

W kalendarium wykorzystano między innymi informacje z publikacji: Dzieje Śląska w datach Alicja Galas, Artur Galas, wyd. CADUS, Wrocław 2004

### Germanizacja
Cały proces germanizacji Śląska był powolny i odbywał się przez stulecia pod różnymi postaciami, a powstawanie niemieckiej mniejszości narodowej na tym obszarze było jego bezpośrednią konsekwencją, świadomie podejmowaną przez władze pruskie.
Nowożytna niemiecka świadoma polityka germanizacyjna ludności polskiej rozpoczęła się jeszcze (pomijając procesy germanizacji w średniowieczu i późniejsze) na długo przed rozbiorami państwa polskiego, a dokładnie od zajęcia w 1740 roku przez króla pruskiego Fryderyka II Wielkiego niemal całości obszaru ziem Górnego Śląska. W momencie wkraczania wojsk pruskich na te tereny przeważała na nich znacząco ludność polska, świadczą o tym zapiski urzędników pruskich, którzy notowali panujące ówcześnie na tym obszarze warunki językowo-obyczajowe. Już w 1744 roku zaprowadzono na terenie Śląska zakaz stosowania języka polskiego w sądownictwie. W 1754 roku wprowadzono zakaz zatrudniania w szkołach nauczycieli bez znajomości języka niemieckiego, a w 1763 powszechny obowiązek nauczania tego języka we wszystkich szkołach podstawowych, rok później zwolniono wszystkich nauczycieli, którzy nie rozumieli mowy niemieckiej. Ważną rolę w germanizacji Górnego Śląska odegrała także akcja osadnicza, tak zwana kolonizacja fryderycjańska. W samym tylko roku 1763 osiedlono na Górnym Śląsku 61 tysięcy, zaś przez następne 40 lat około 110 tysięcy Niemców.
Germanizacja nie ustała po dokonaniu rozbiorów państwa polskiego, władze pruskie zdając sobie sprawę z powszechnej obecności żywiołu polskiego na podbitych ziemiach przystąpiły do kolejnej fali ograniczeń i represji wobec Polaków. W 1810 roku wydano zakaz używania języka polskiego na nabożeństwach odprawianych w kościołach ewangelickich. Wprowadzono zakaz studiowania na zagranicznych uniwersytetach i pielgrzymowania do Częstochowy, zmieniono granicę diecezji, a dekanaty bytomski i pszczyński wcielono do diecezji wrocławskiej, wszystko po to aby ograniczyć kontakty wiernych i duchowieństwa z biskupstwem krakowskim.
Na ziemiach śląskich zagarniętych przez Królestwo Prus Kościół został podporządkowany państwu, a klasztory skasowane. Nastąpiło to zgodnie z polityką sekularyzacji (czyli zmniejszeniu roli religii dla społeczeństwa) prowadzoną przez państwo pruskie. Główny nacisk został położony na odizolowanie Kościoła katolickiego od Stolicy Apostolskiej. Majątek kościelny został odebrany i przejęty przez władzę, a biskupi katoliccy zmuszeni do składania przysięgi na wierność królowi pruskiemu. Rząd pruski podjął na szeroką skalę akcję germanizacji i protestantyzacji ziem śląskich, polegającą m.in. na sprowadzaniu z głębi Prus kolonistów niemieckich, w większości protestantów, i osiedlaniu ich na anektowanych terenach Śląska.
Po przegranej wojnie Prus z Napoleonem na początku XIX wieku na ludność polską i jej język spadła kolejna fala ograniczeń przejawiających się w zakazach dotyczących kultywowania tradycji ludowych i religijnych, oraz w próbie likwidacji polskich nabożeństw. Także szybki rozwój górnośląskiego przemysłu ciężkiego i kopalń w XIX wieku odegrał znaczącą rolę w procesie germanizacji, bowiem znajdował się on w rękach niemieckich, a władze zakazały właścicielom zatrudniać osób, które znają język polski.
Objęcie stanowiska kanclerza Rzeszy przez Ottona von Bismarcka spowodowało kolejne zaostrzenie polityki germanizacyjnej na polskich ziemiach. Skierowana ona była przeciw polskiemu szkolnictwu i Kościołowi (tzw. Kulturkampf, czyli walka o czystość kultury niemieckiej, rozpoczęta w 1871 roku). W latach 1872–1874 prawie całkowicie wyrugowano język polski ze szkół. Nauczycieli-Polaków usuwano, a na ich miejsce zatrudniano Niemców. W 1876 roku wycofano ostatecznie język polski z sądownictwa i urzędów na całym obszarze państwa pruskiego. Walka przeciw Kościołowi miała za zadanie osłabienie jego wpływu na społeczeństwo. Arcybiskup Mieczysław Ledóchowski starał się nie dopuścić do pogorszenia stosunków z władzami niemieckimi. Na skutek prześladowań duchowieństwa doszło jednak do konfliktu. Ledóchowskiego uwięziono (1874), ponieważ sprzeciwił się ustawie z 1873 roku uzależniającej Kościół od państwa. W 1885 roku rozpoczęto tzw. rugi pruskie, zarządzenia polecające opuszczenie wschodnich prowincji państwa wszystkim Polakom, nie posiadającym obywatelstwa niemieckiego. Dotknęły ogólnie około 26 tys. osób, przede wszystkim robotników i rzemieślników, w tym około 8 tysięcy z Górnego Śląska.

### Działacze polscy Górnego Śląska w okresie nasilonej germanizacji – XIX wiek
W XIX wieku niemal w każdym większym mieście Górnego Śląska rozbudziło się narodowe życie działaczy polskich. W Bytomiu działali Józef Lompa, Emanuel Smołka, Aleksander Mierowski i Józef Łepkowski skupieni wokół „Dziennika Górnośląskiego”. Także w tym mieście aktywni byli księża katoliccy: Józef Szafranek jako proboszcz bytomskiej parafii mariackiej walczył o prawa dla Polaków, a ksiądz Norbert Bonczyk był orędownikiem czystości mowy polskiej na Śląsku i założycielem Towarzystwa św. Alojzego dla młodzieży. Karol Miarka prowadził pismo „Katolik” w Królewskiej Hucie (dzisiejszy Chorzów), a potem w Bytomiu, wzywał do pielęgnowania polskiej mowy i obyczajów. W Opolu działał Bronisław Koraszewski pod redakcją którego ukazywała się tutaj „Gazeta Opolska”, w Raciborzu m.in. lekarz Józef Rostek (założyciel polskich stowarzyszeń) i Jan Karol Maćkowski (założyciel czasopisma „Nowiny Raciborskie”), w Prudniku i Białej m.in. nauczyciel Filip Robota.
W XIX wieku na Górnym Śląsku dokonał się istotny rozwój polskich czasopism – w Królewskiej Hucie w latach 1871–1914 wydawano 12 czasopism polskich, w Bytomiu 15 (więcej niż niemieckich), Opolu 7, Raciborzu 6, powstawały także polskie drukarnie, m.in. w Oleśnie, Mikołowie, Cieszynie, Piekarach Śląskich.

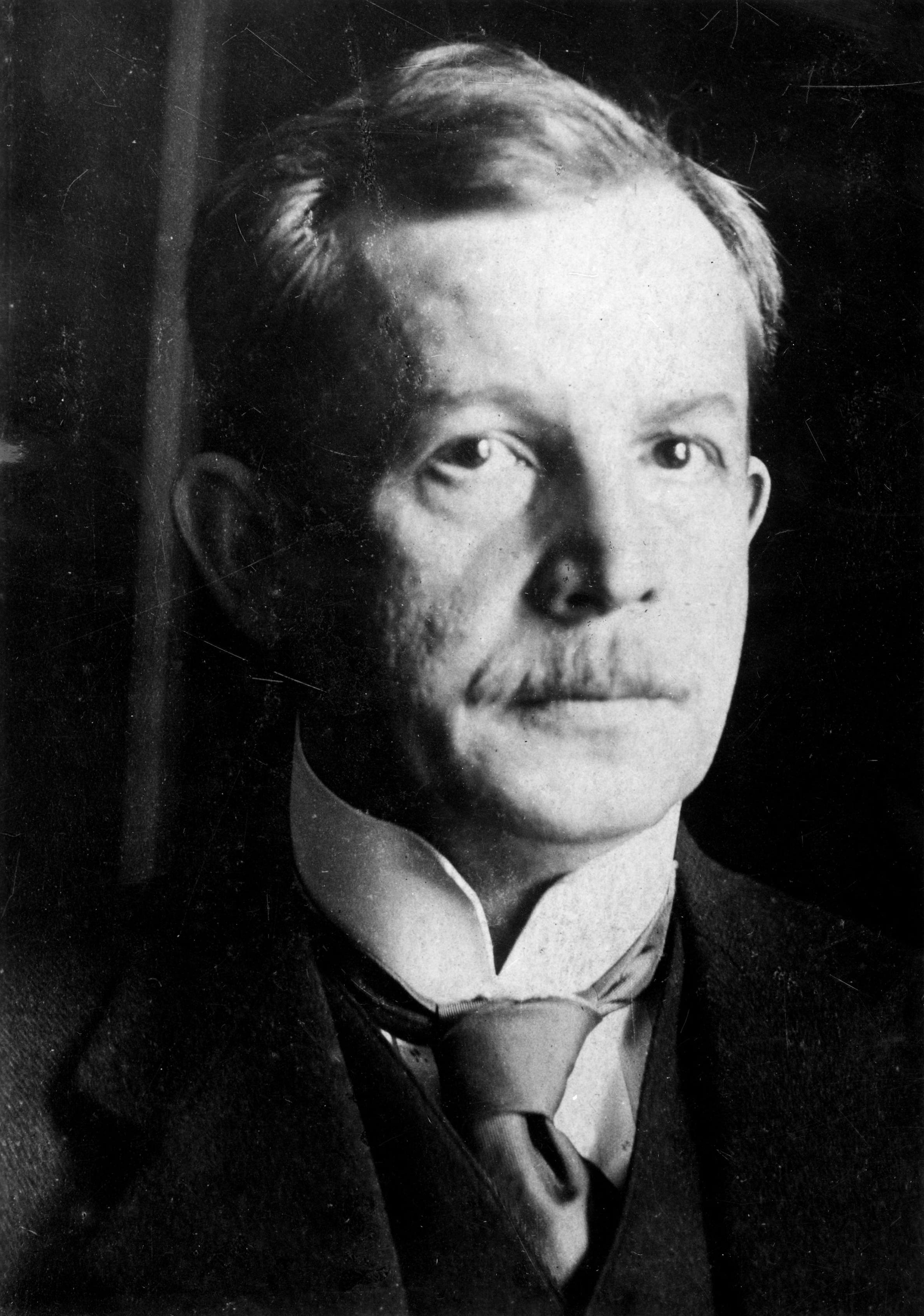
Wojciech Korfanty

Innymi znanymi działaczami na rzecz polskości Górnego Śląska byli: Wojciech Korfanty, Adam Napieralski, Juliusz Ligoń, Alojzy Pawelec i ks. Paweł Pośpiech.
Podobne rozbudzenie aspiracji narodowych nastąpiło na Śląsku Cieszyńskim (w tym Zaolziu) gdzie aktywne były takie osobistości myśli polskiej jak Paweł Stalmach i Andrzej Cinciała (skupieni wokół „Tygodnika Cieszyńskiego”), którzy m.in. walczyli o urzędowy język polski. Tutaj także działali: ks. Józef Londzin – redaktor „Gwiazdki Cieszyńskiej”, czasopisma umacniającego świadomość narodową Polaków i walczącego o ich prawa, ks. Ignacy Świeży – współzałożyciel Związku Śląskich Katolików i Macierzy Szkolnej dla Księstwa Cieszyńskiego, ks. Franciszek Michejda – współzałożyciel „Dziennika Cieszyńskiego” oraz redaktor „Przeglądu Politycznego”, Jan Michejda – współzałożyciel Macierzy Szkolnej dla Księstwa Cieszyńskiego, oddziału Polskiego Towarzystwa Gimnastycznego „Sokół” i wielu szkół, Adam Sikora – księgarz i urzędnik, fundator parku w Cieszynie, Jan Kubisz – poeta, autor wiersza Do Olzy (lub inaczej: Płyniesz Olzo) uważanego za hymn Śląska Cieszyńskiego (w szczególności Zaolzia), Jerzy Cienciała – współzałożyciel i pierwszy kierownik klubu sportowego „Sokół Wicher” w Wędryni, Adam Cienciała – działacz społeczny, i wielu innych.

### Ludność Górnego Śląska
Jednym z najstarszych pisanych źródeł określających charakter etniczny Górnego Śląska jest Geograf Bawarski z IX wieku.
Mimo że znaczna część Śląska nie zintegrowała się na stałe z państwem polskim po rozbiciu dzielnicowym, jakie nastąpiło po śmierci Bolesława Krzywoustego w 1138 roku, a państwo polskie formalnie zrzekło się praw do Górnego Śląska (a dokładniej do ówczesnych księstw śląskich) w XIV wieku za czasów panowania króla Kazimierza Wielkiego, ludność polska na tym obszarze stanowiła przeważający element etniczny, a sam Śląsk do XIV wieku opisywany był przez kronikarzy jako część Polski. Przemawiają za tym m.in. słowa dwóch wielkich intelektualistów z XV i XVI wieku: Eneasza Sylwiusza (późniejszego papieża) i Bartłomieja Steina (dziejopisarza śląskiego). Bartłomiej Stein w swoim życiowym dziele Descriptio Tocius Silesie et Civitatis Regie Vratislviensis (czyli opis całego Śląska i królewskiego miasta Wrocławia) rozpoczętym w 1512 r., pisał:

Śląsk zamieszkują dwa narody, różniące się zarówno zwyczajami, jak i miejscem pobytu: położoną na zachodzie i lepiej zabudowaną zajmują Niemcy, zaś gęsto zalesioną i mniej zabudowaną i gorszą część na wschodzie i północy Polacy; obydwa dzieli jak najpewniejsza granica Odra od ujścia Nysy w ten sposób, że w miastach, które są z tej strony panuje język niemiecki, a z tamtej strony polski.

Natomiast Eneasz Sylwiusz opisując różne kraje europejskie zanotował:

Mowa ludzi na Śląsku jest po większej części niemiecka, chociaż za Odrą język polski przeważa, przez co niektórzy słusznie uważają Odrę za granicę Germanii.

Na obszarze księstwa opolskiego rozbitego na mniejsze dzielnice utrzymywała się pewna świadomość wspólnoty terytorialnej. Od XIV w. księstwa śląskie zaczęły podejmować próby współpracy między sobą. Pojawiały się pokojowe związki miast śląskich zakładające wspólną obronę oraz ściganie przestępców, zwłaszcza rycerzy rozbójników.
Stosunki etniczne na terenie księstw: raciborskiego i opolskiego (które obejmowały tereny Górnego Śląska) przytaczają różnego rodzaju XVII i XVIII wieczne opisy: śląski kronikarz Fryderyk Lucae w 1685 podawał, że w obu tych księstwach potocznie używa się mowy polskiej, opis z 1708 głosił, że język polski panował we wsiach zarówno na prawym, jak i lewym brzegu Odry, inny z 1711 r. podawał, że językiem polskim na obszarze Górnego Śląska posługuje się niezliczona liczba ludzi. Opis z 1792 r. głosi, że na ziemi opolskiej mówią po niemiecku jedynie sołtysi i nauczyciele.
Późniejsze źródła potwierdzają, że polski język nadal przeważał w miejscowym życiu, świadczą o tym zachowane z czasów Habsburskich dokumenty. Górnośląska starszyzna cechowa używała przeważnie języka polskiego, co potwierdzają statuty cechowe z XVII, XVIII i XIX wieku. W języku polskim prowadzono także często statuty sądowe, czy skargi chłopów. Sami Hohenzollernowie czasami pisali także w tym języku. Tadeusz Ładogórski szacuje, że w 2. połowie XVIII wieku katolicy na Górnym Śląsku stanowili 93% mieszkańców, niemniej jednak należy podkreślić mylne kierowanie się powszechnym stereotypem odnośnie do tego obszaru, czyli Polak-katolik, Niemiec-protestant, bowiem czasami stosunki etniczne znacznie odbiegały od tej zasady.

Od momentu zajęcia przez Prusy Górnego Śląska w 1740 rozpoczął się kolejny zaplanowany etap świadomej germanizacji, trwający niemal do wybuchu I wojny światowej. Jego bezpośrednią konsekwencją było znaczne zmniejszenie się liczebności polskiej ludności na tym terenie, jednak jej odsetek nadal znacząco przeważał nad ludnością niemiecką. Jeszcze ponad 70 lat (dokładnie w 1814 r.) od wcielenia Górnego Śląska do Prus i rozpoczęcia akcji germanizacyjnej i kolonizacyjnej procentowy udział Polaków na tym obszarze wynosił 72%, a w 1848 roku niemiecki uczony Rudolf Virchow niezadowolony z nieudolnej polityki germanizacyjnej rządu niemieckiego wobec Polaków pisał: 

Cały Górny Śląsk jest polski. Gdy tylko przekroczy się Stobrawę, wtedy bez znajomości języka polskiego kontakt z ludnością wiejską i biedniejszą częścią mieszkańców miast jest niemożliwy. Niewiele też pomoże tłumacz. Jest to powszechne zjawisko na prawym brzegu Odry, natomiast na lewym brzegu domieszało się już sporo elementu niemieckiego.

Po zjednoczeniu Prus z Rzeszą Niemiecką, na tereny Górnego i Dolnego Śląska po raz kolejny napłynęła liczna populacja niemieckojęzyczna. Jednak jeszcze w 1923 roku wydany w Niemczech atlas geograficzny i demograficzny Richarda Andreego ukazywał, że ludność polskojęzyczna stanowiła bezwzględną większość na Górnym Śląsku i liczyła na tych terenach 75% ogółu populacji. Dane te potwierdzają także wcześniejsze wyniki wyborów komunalnych z 9 października 1919 r., w których 70% ludności głosowało na listy polskie. Natomiast na obszarze Górnego Śląska, który przypadł w plebiscycie stronie niemieckiej, podczas spisu w 1925 roku, mimo nacisku administracyjnego i propagandy antypolskiej, 151 200 osób zadeklarowało język polski jako ojczysty (co stanowiło 11,2% populacji niemieckiego obszaru Górnego Śląska), natomiast 384 600 osób (28,5%) podało, że posługuje się językami niemieckim i polskim. Po roku 1945 i zakończeniu II wojny światowej na tereny Śląska (znajdującego się już wtedy w większości w granicach Polski) przesiedlono ludność polską wysiedloną z Kresów Wschodnich oraz w znacznej części wysiedlono mieszkających na Śląsku Niemców, co sprawiło, iż dotychczasowa mniejszość polska na obszarze całej krainy Śląsk stała się większością. Niemcy oraz zgermanizowani Ślązacy zostali w dużej liczbie wysiedleni do Niemiec lub zbiegli w głąb Niemiec przed nadciągającą Armią Czerwoną.
Profesor Kazimierz Tymieniecki w referacie przedstawionym podczas V Zjazdu Historyków Polskich w Warszawie 1930 roku, stwierdził że: Górny Śląsk nigdy nie stał się niemieckim.

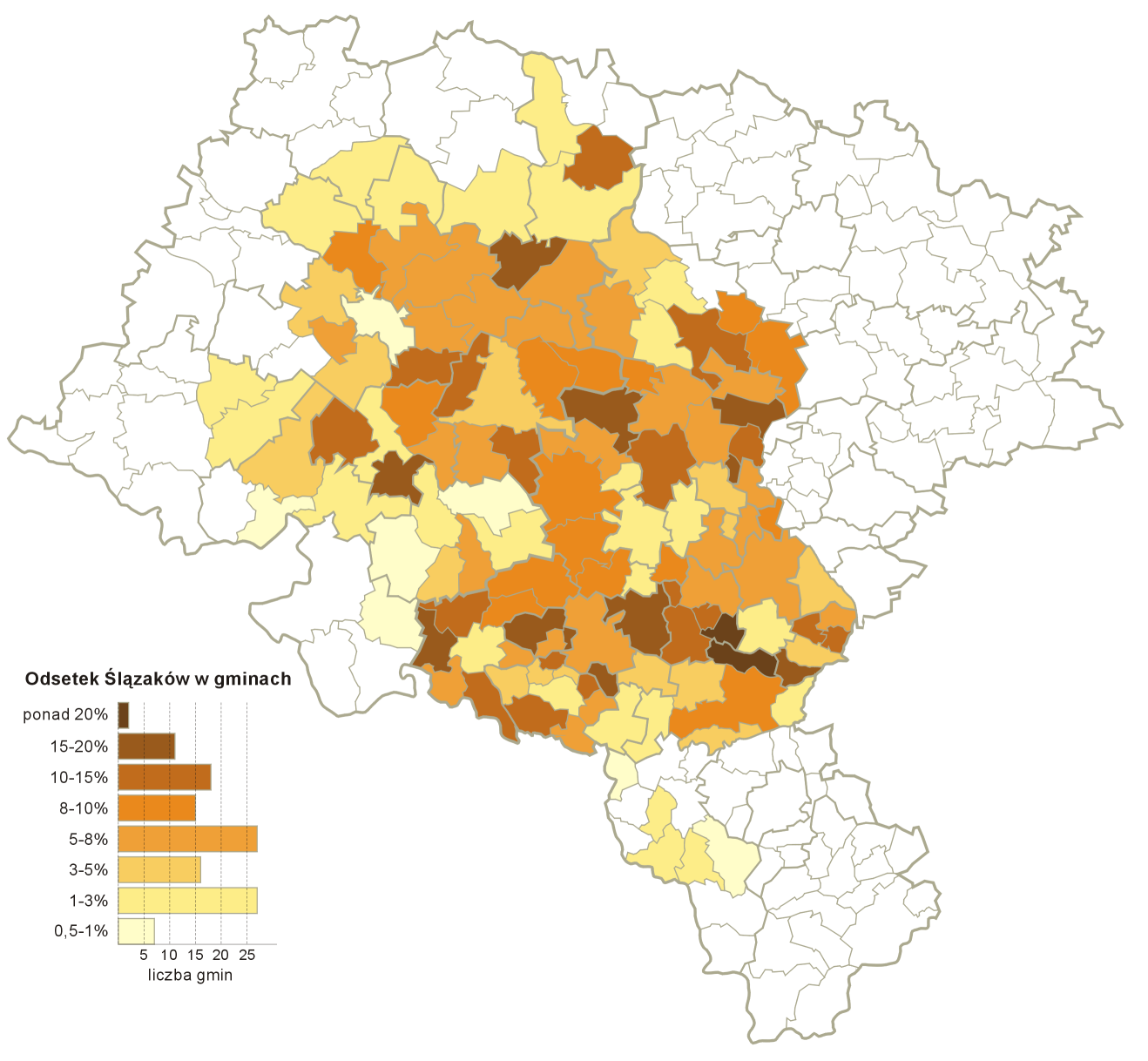
Odsetek osób deklarujących narodowość śląską w gminach województw opolskiego i śląskiego według danych ze spisu powszechnego z 2002

Obecnie Górny Śląsk zamieszkuje ponad 4 miliony ludzi: głównie Polacy, ale w mniejszej ilości także Niemcy i Czesi oraz deklarujący się po prostu jako Ślązacy. Polacy i Ślązacy zamieszkują największą polską część Górnego Śląska oraz Zaolzie na Śląsku Cieszyńskim (przyjmując, że stanowi on część Górnego Śląska). Czesi mieszkają tylko w południowo-zachodniej części Górnego Śląska, należącej do Czech (Śląsku Czeskim). Polską część Górnego Śląska zamieszkuje znaczna grupa Niemców. Według spisu powszechnego z 2002 roku w województwie śląskim i opolskim tę narodowość zadeklarowało 138,7 tys. osób. W województwie opolskim Niemcy stanowią ponad 10% ludności. Na terenie 27 gmin województwa opolskiego i jednej gminy województwa śląskiego przedstawiciele mniejszości niemieckiej stanowią ponad 20% mieszkańców gminy. Ponadto w 2002 r. w Polsce 173,2 tys. osób zadeklarowało narodowość śląską, natomiast w spisie powszechnym na terenie Czech w 2001 r. narodowość śląską zadeklarowało 10,9 tys. osób. W Narodowym spisie powszechym w 2021 roku na terenie Polski (głównie Górny Śląsk) 596,224 tysięcy osób zadeklarowało narodowość śląską (w większości w połączeniu z narodowością polską, tj. tożsamość polsko-śląska, z racji możliwości deklarowania dwóch tożsamości).

## Geografia

### Granice

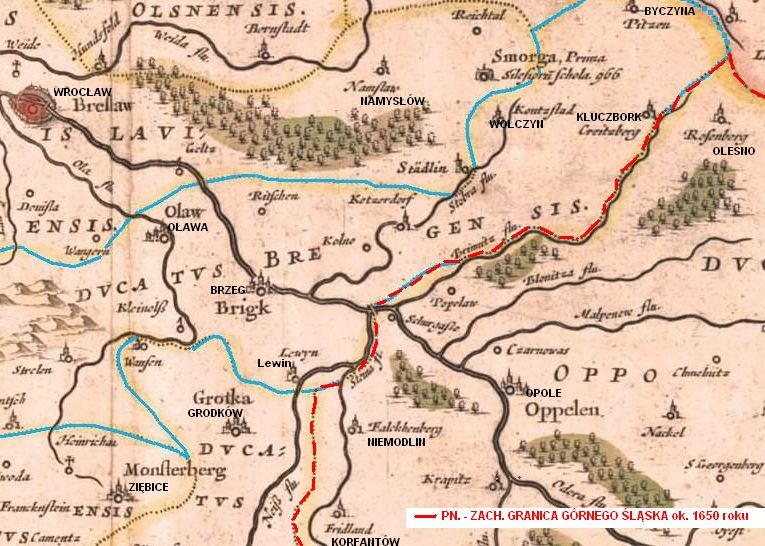
Granica pn.-zach. Górnego Śląska ok. 1650 r.

Województwo śląskie w latach 1922–1939

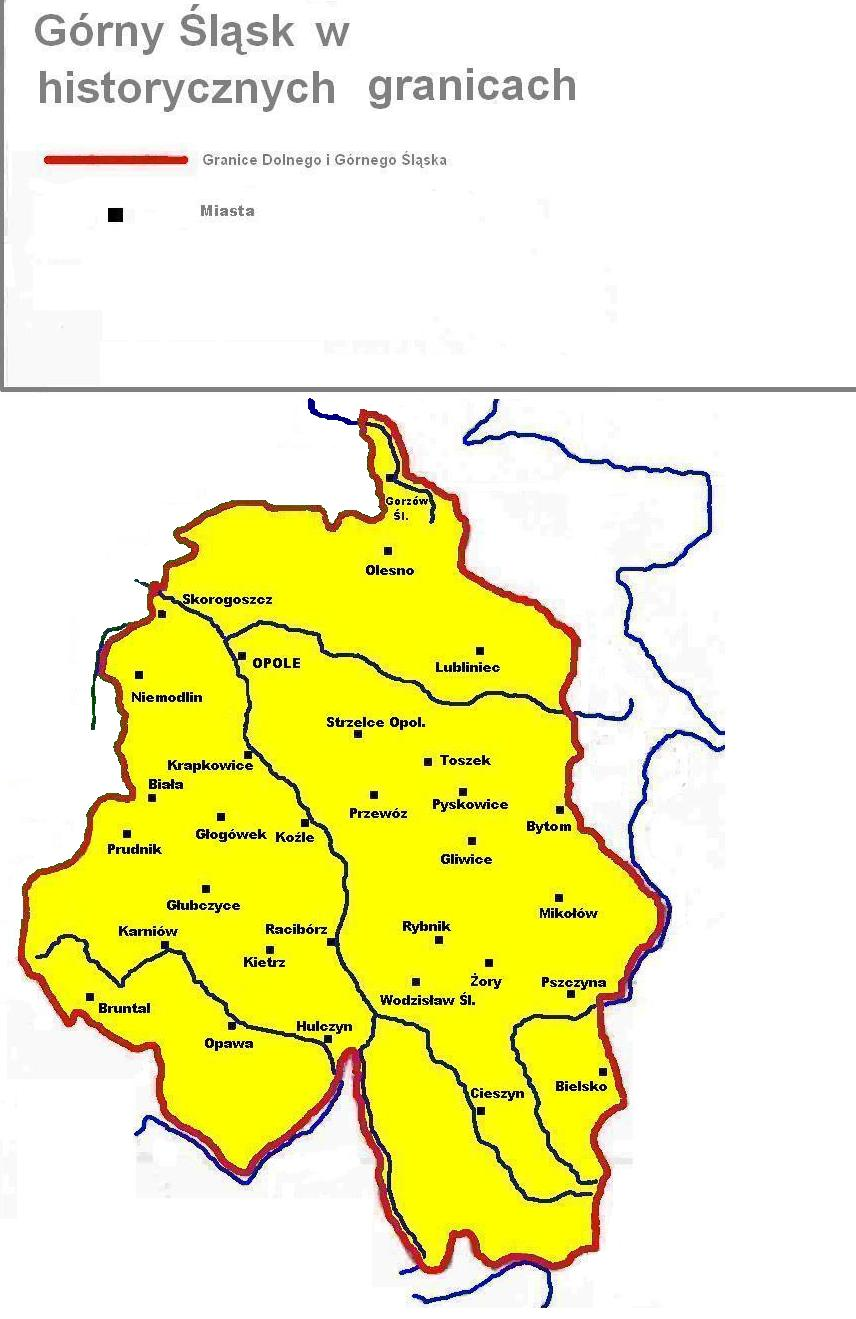
Granice Górnego Śląska bez terenów dolnośląskich przyłączonych w XIX wieku do rejencji opolskiej

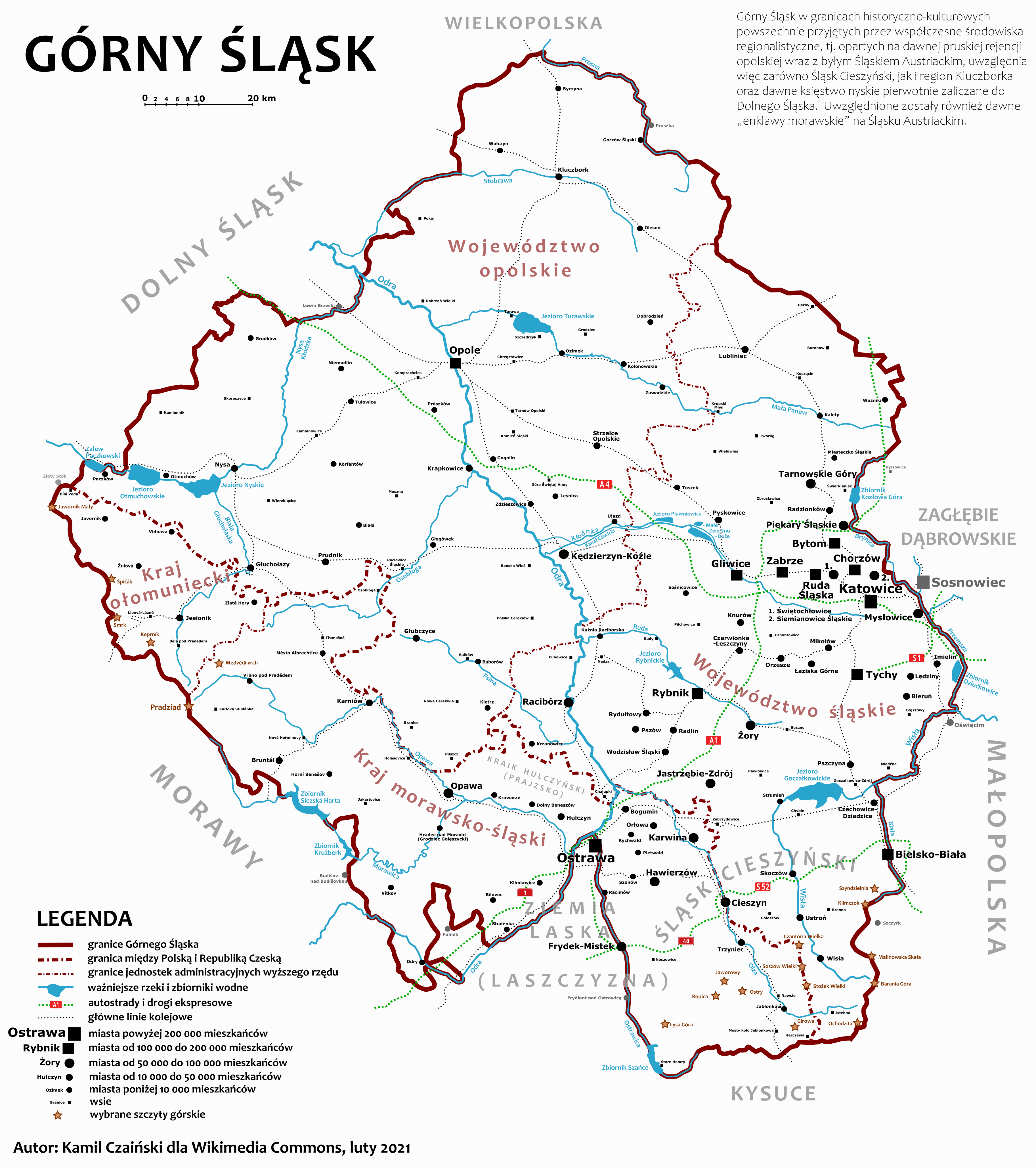
Współczesna mapa Górnego Śląska (uwzględniono dawny Śląsk Austriacki wraz z enklawami morawskimi oraz tereny dolnośląskie przyłączone w XIX wieku do rejencji opolskiej)

Pierwotnie granicą regionu był dział wodny Górnej Odry. Poza Śląskiem pozostawał Bytom leżący w dorzeczu Wisły (kasztelania bytomska należąca do Małopolski). W 1178 roku książę krakowski Kazimierz Sprawiedliwy odstąpił księciu opolskiemu Mieszkowi I Plątonogiemu małopolską kasztelanie: bytomską, siewierską i oświęcimską. Następcy Plątonogiego przesunęli granicę bardziej na wschód po rzekę Skawinkę. Granica z Małopolską biegła rzekami Białą, Wisłą, Przemszą i Liswartą. W XV wieku część dawnych ziem małopolskich została wykupiona od Piastów śląskich (poza kasztelanią bytomską). W 1443 roku biskup krakowski kupił księstwo siewierskie, w 1457 roku księstwo oświęcimskie odkupił król Kazimierz Jagiellończyk, a w 1494 roku król Jan Olbracht odkupił księstwo zatorskie. Obecnie na południowym wschodzie granicą jest rzeka Biała – dawna granica między dawnymi diecezjami: wrocławską i krakowską. Dalej granica Górnego Śląska biegnie skrajnymi szczytami Beskidu Śląskiego, jak: Klimczok, Kotarz (Beskid Śląski), Malinowska Skała, Barania Góra i Ochodzita. Na wysokości miast Czechowice-Dziedzice, Goczałkowice-Zdrój, Pszczyna i Bieruń rzeką graniczną jest Wisła (do ujścia Przemszy), następnie Przemsza. W Górnośląskim Okręgu Przemysłowym granicą jest Brynica, choć tereny po drugiej stronie rzeki Brynica w latach 1179–1443 (ziemie księstwa siewierskiego) należały do Piastów śląskich.
W ramach pruskich reform administracyjnych z 1815 r. utworzono prowincję Śląsk, a w jej wschodniej części – jednostkę administracyjną w postaci rejencji opolskiej, przyłączając do niej także część powiatów związanych historycznie z Dolnym Śląskiem. W 1818 roku włączono do
rejencji opolskiej dolnośląskie powiaty nyski i grodkowski (części dawnego
księstwa nyskiego), a w roku 1820 powiat kluczborski.

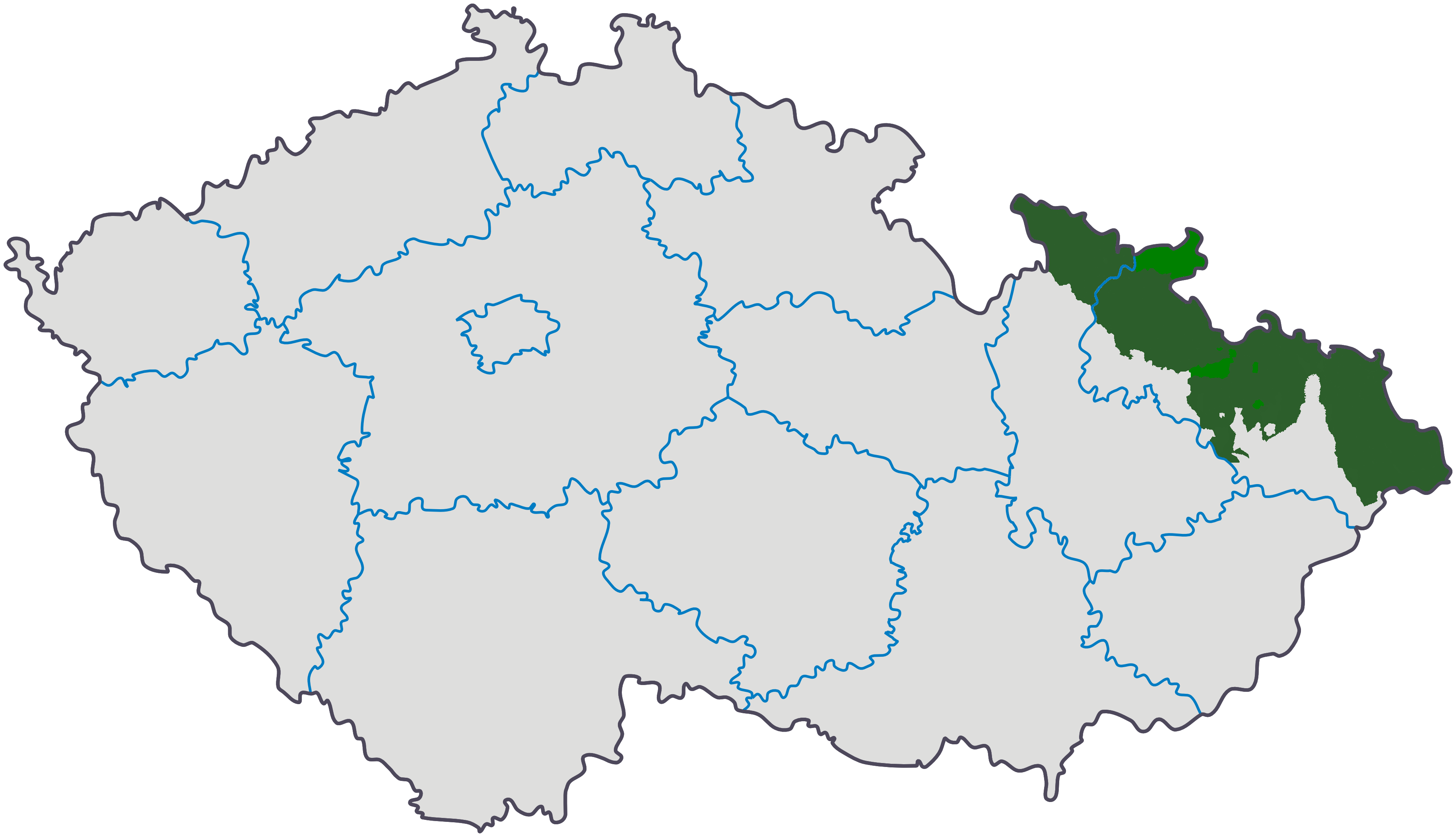
Śląsk Czeski na mapie administracyjnej Czech

### Ukształtowanie powierzchni
Górny Śląsk leży w Niżu Środkowoeuropejskim (z wyjątkiem Beskidów Zachodnich oraz Wyżyny Śląskiej). Rozciągają się tu od południa następujące makroregiony: Beskidy Zachodnie (Beskid Śląski, Beskid Morawsko-Śląski), Pogórze Zachodniobeskidzkie (Pogórze Śląskie, Pogórze Morawsko-Śląskie), Kotlina Oświęcimska, Kotlina Ostrawska, Wyżyna Śląska, Nizina Śląska, Sudety Wschodnie i południowa część Przedgórza Sudeckiego.
Najwyższym szczytem w czeskiej części Górnego Śląska, jak i na całym Górnym Śląsku jest góra Pradziad o wysokości 1492 m n.p.m. znajdująca się w Jesionikach, natomiast najwyższym szczytem w polskiej części Górnego Śląska jest Barania Góra – 1220 m n.p.m., znajdująca się w Beskidzie Śląskim.

### Miasta
25 największych miast w granicach historycznego Górnego Śląska (dane na 1 stycznia 2022 roku):

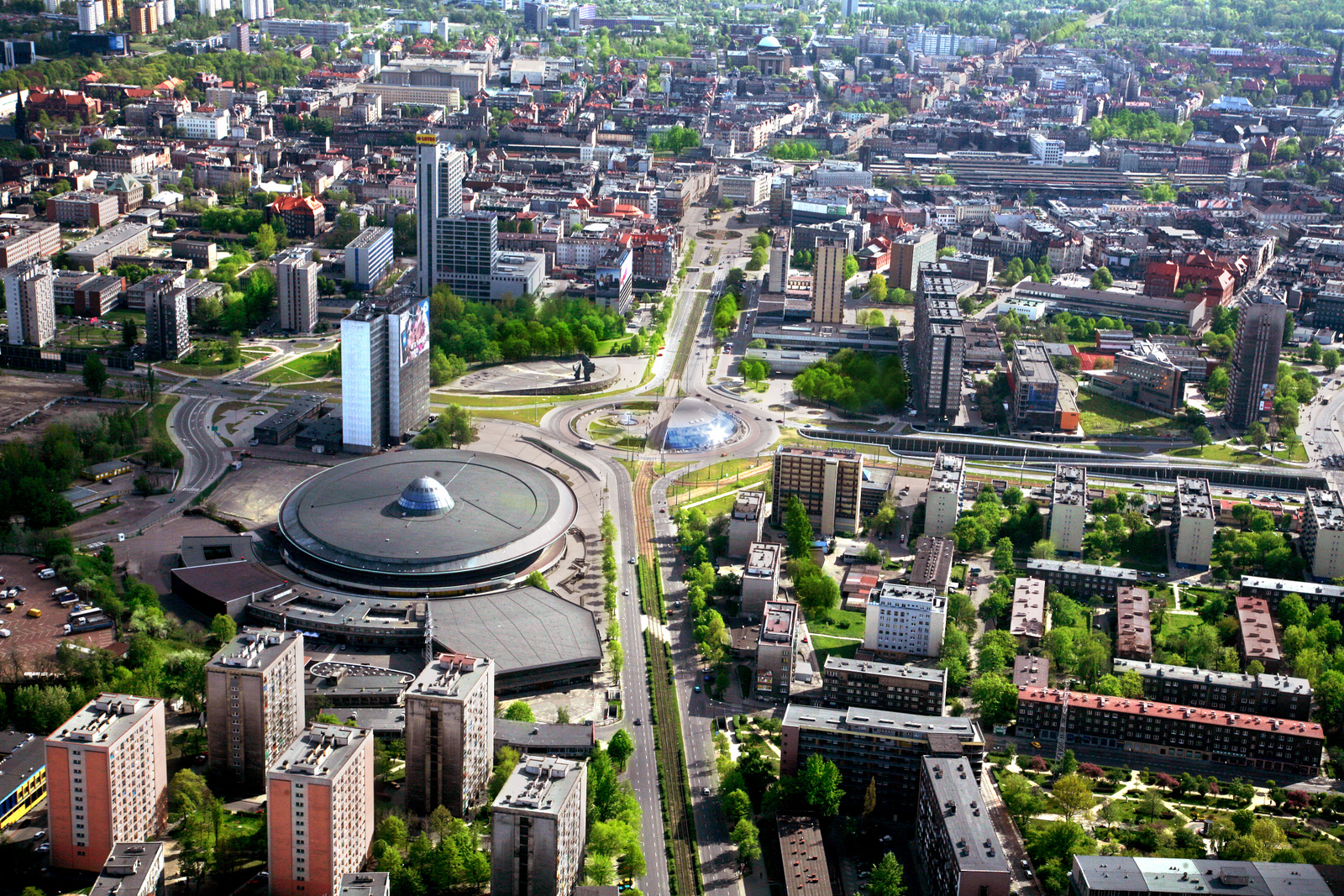
Katowice

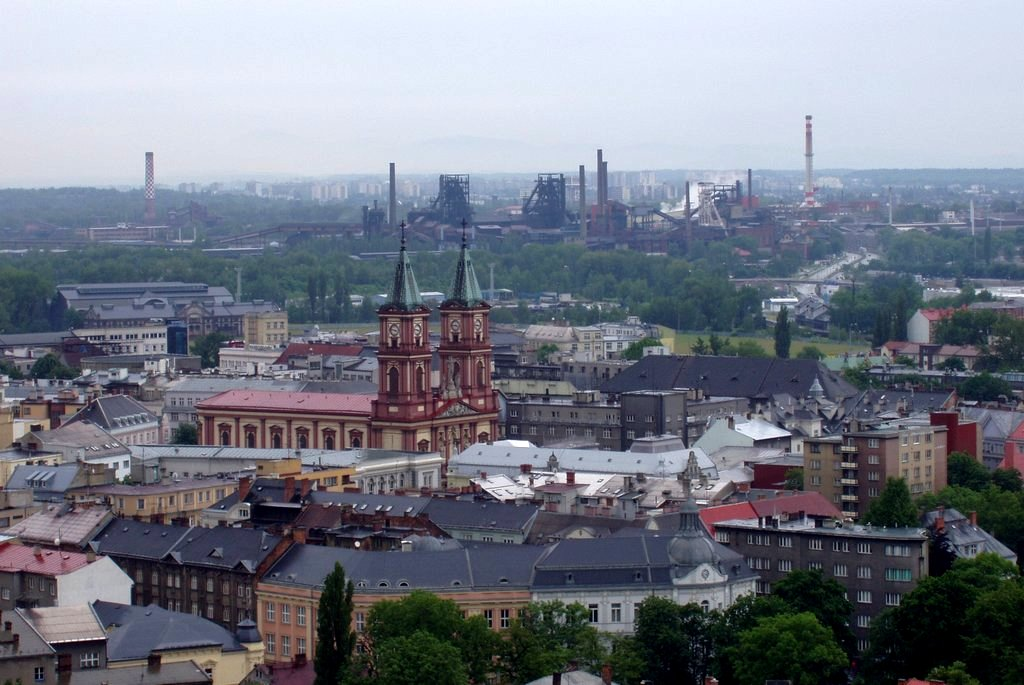
Ostrawa

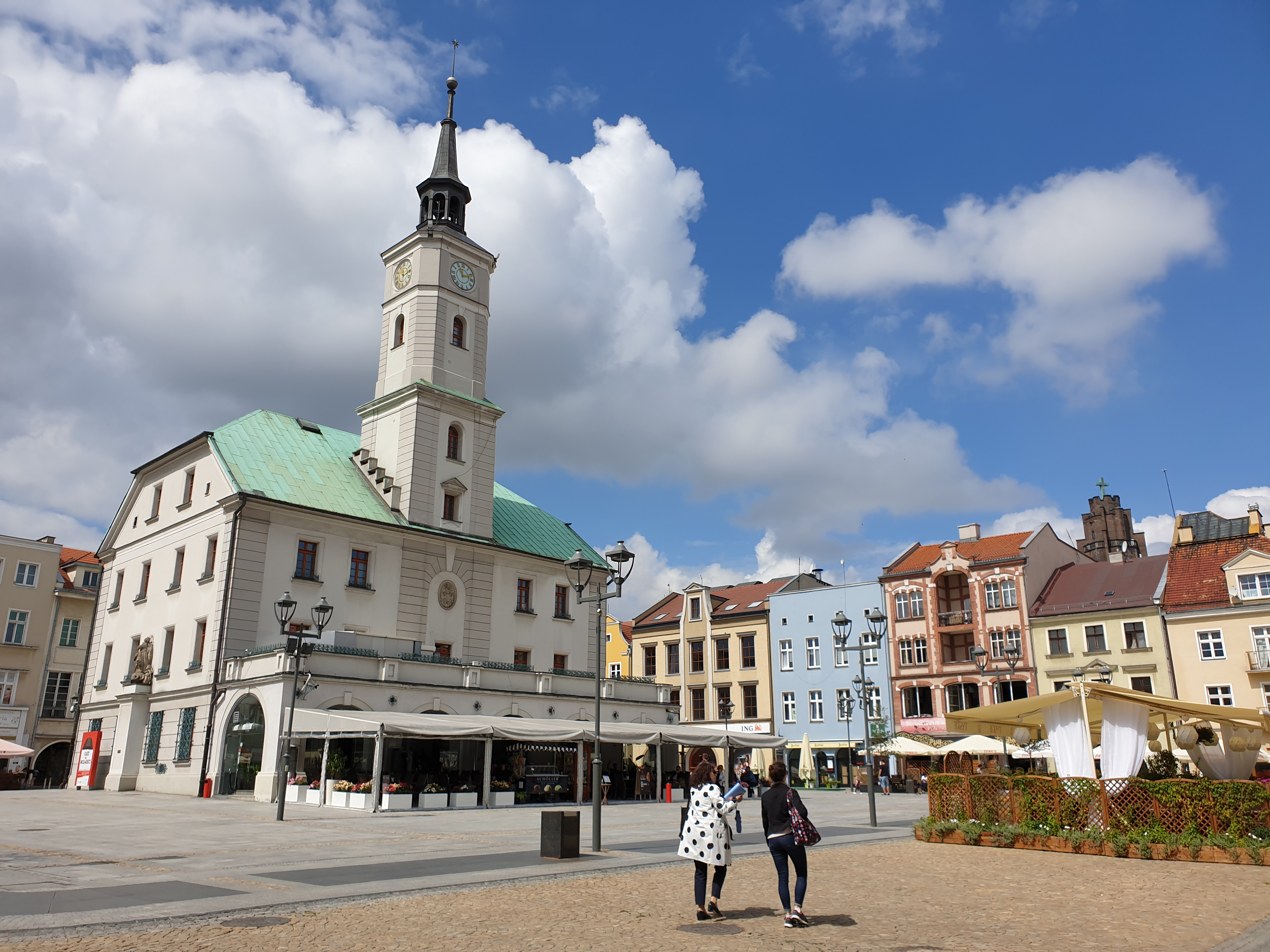
Gliwice

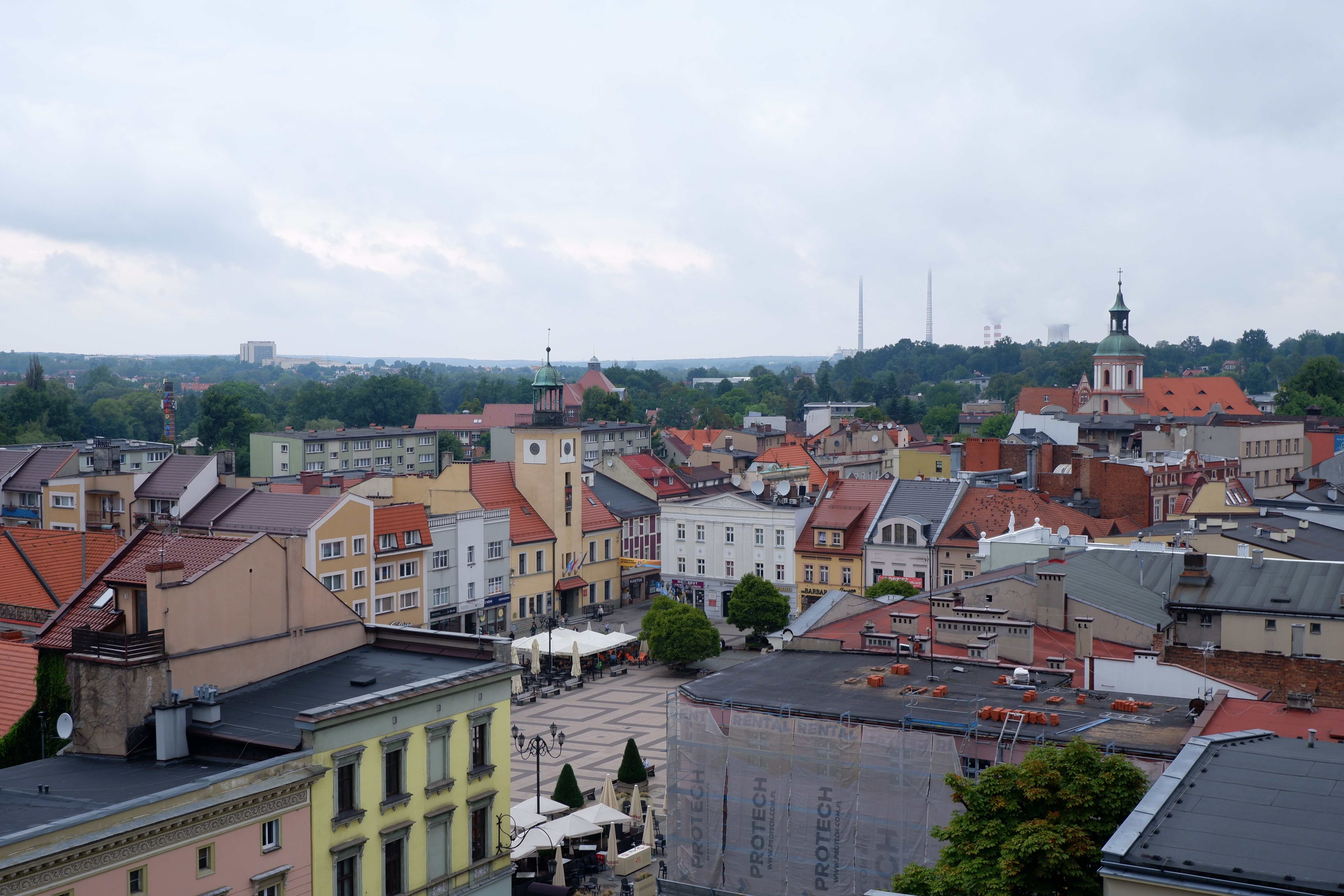
Rybnik

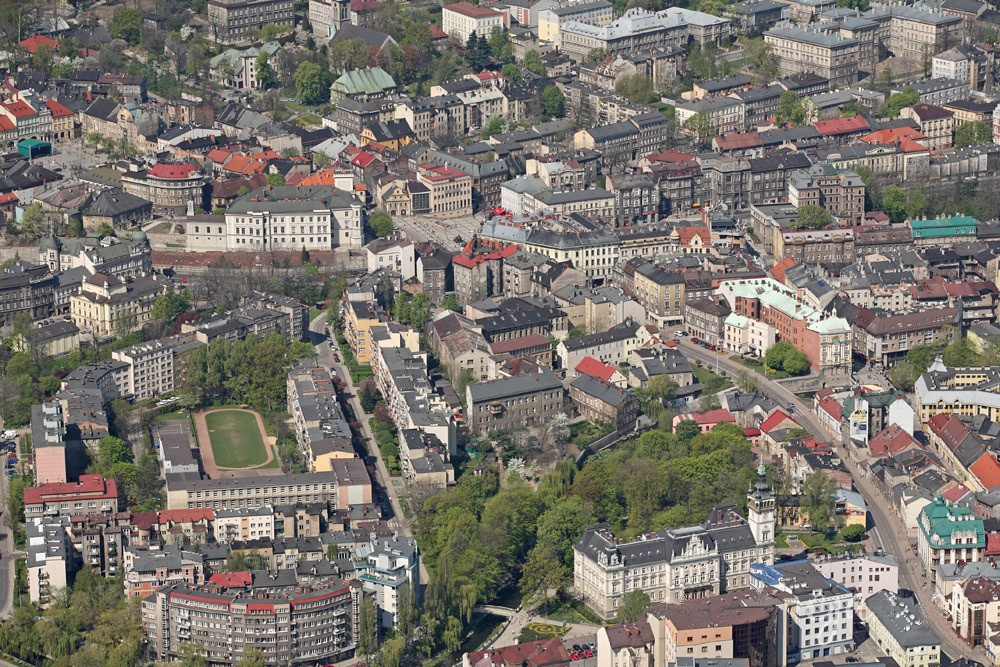
Bielsko-Biała

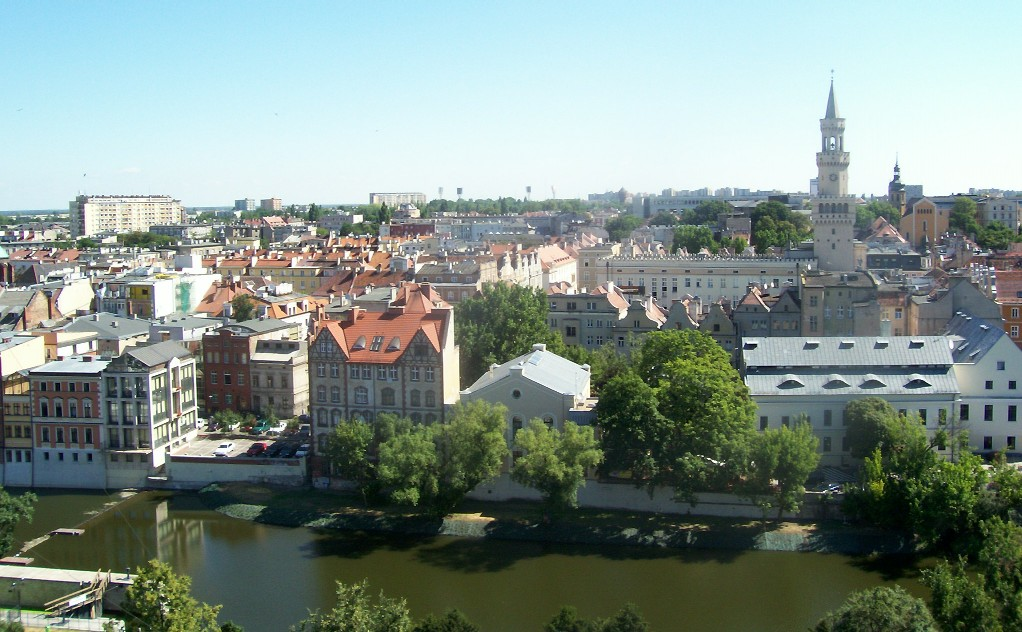
Opole

|    | Miasto               | Liczba mieszkańców | Powierzchnia | Jednostka administracyjna |
| -- | -------------------- | ------------------ | ------------ | ------------------------- |
| 1  | Katowice             | 279 119            | 165 km²      | województwo śląskie       |
| 2  | Ostrawa              | 279 791            | 214 km²      | kraj morawsko-śląski      |
| 3  | Gliwice              | 170 457            | 134 km²      | województwo śląskie       |
| 4  | Bielsko-Biała        | 166 189            | 125 km²      | województwo śląskie       |
| 5  | Zabrze               | 154 642            | 80 km²       | województwo śląskie       |
| 6  | Bytom                | 148 687            | 69 km²       | województwo śląskie       |
| 7  | Rybnik               | 131 323            | 148 km²      | województwo śląskie       |
| 8  | Ruda Śląska          | 131 062            | 78 km²       | województwo śląskie       |
| 9  | Opole                | 126 300            | 149 km²      | województwo opolskie      |
| 10 | Tychy                | 122 605            | 82 km²       | województwo śląskie       |
| 11 | Chorzów              | 101 184            | 33 km²       | województwo śląskie       |
| 12 | Jastrzębie-Zdrój     | 82 788             | 85 km²       | województwo śląskie       |
| 13 | Mysłowice            | 71 473             | 66 km²       | województwo śląskie       |
| 14 | Hawierzów            | 69 084             | 32 km²       | kraj morawsko-śląski      |
| 15 | Siemianowice Śląskie | 63 657             | 26 km²       | województwo śląskie       |
| 16 | Żory                 | 61 793             | 65 km²       | województwo śląskie       |
| 17 | Tarnowskie Góry      | 61 389             | 84 km²       | województwo śląskie       |
| 18 | Kędzierzyn-Koźle     | 54 847             | 123 km²      | województwo opolskie      |
| 19 | Opawa                | 54 840             | 91 km²       | kraj morawsko-śląski      |
| 20 | Frydek-Mistek        | 53 899             | 52 km²       | kraj morawsko-śląski      |
| 21 | Piekary Śląskie      | 51 876             | 40 km²       | województwo śląskie       |
| 22 | Racibórz             | 49 883             | 74 km²       | województwo śląskie       |
| 23 | Karwina              | 49 881             | 58 km²       | kraj morawsko-śląski      |
| 24 | Świętochłowice       | 45 664             | 13 km²       | województwo śląskie       |
| 25 | Wodzisław Śląski     | 44 982             | 50 km²       | województwo śląskie       |

## Kultura

### Literatura

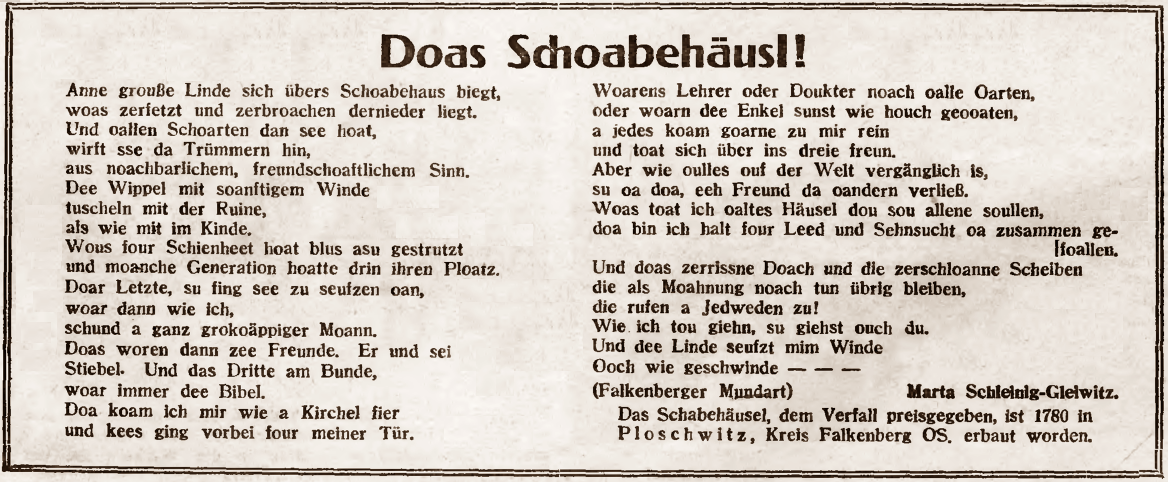
Wiersz pt. Doas Schoabehäusl! napisany w dialekcie śląskim języka niemieckiego z okolic Niemodlina

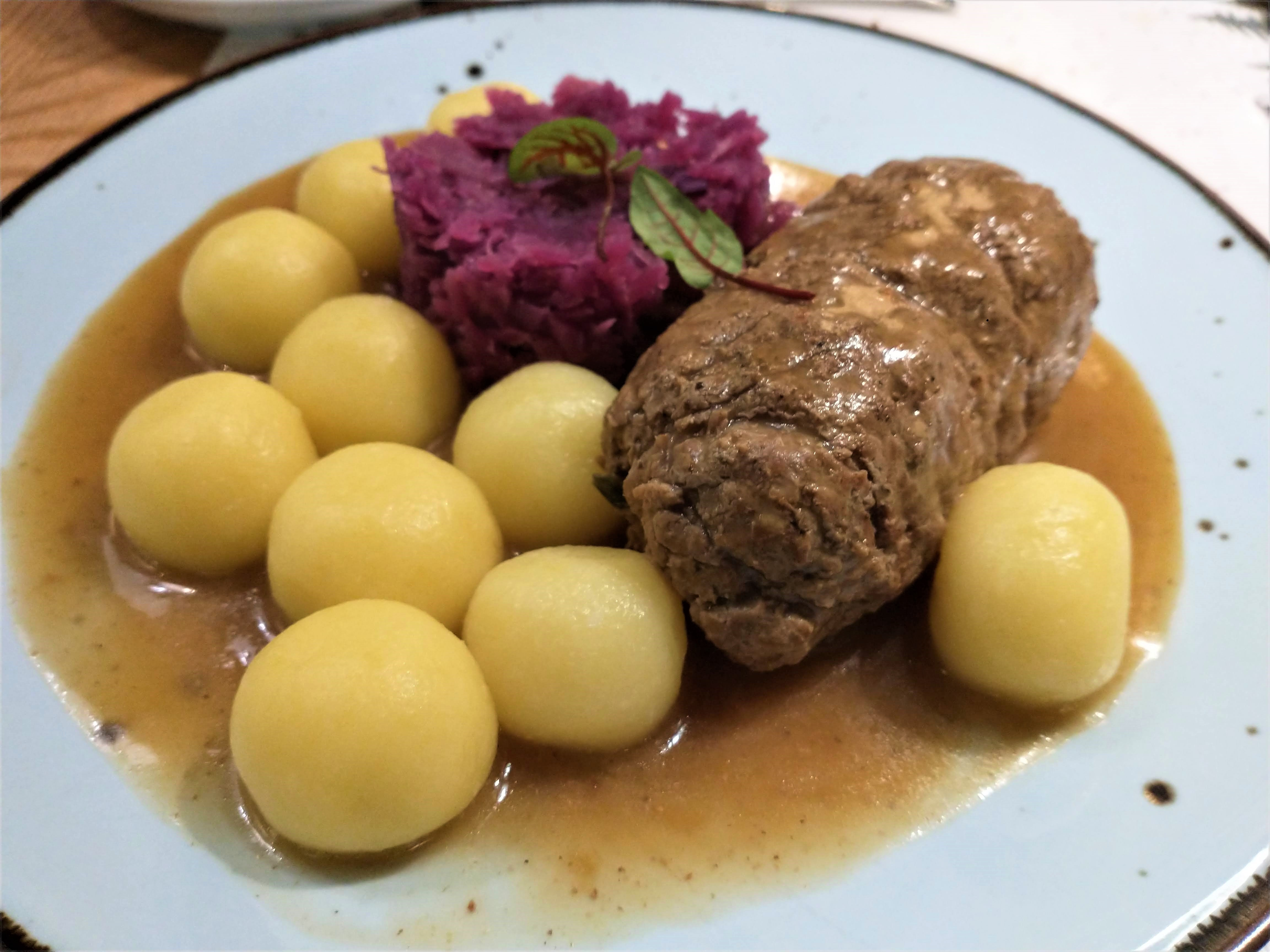
Typowe danie kuchni śląskiej: rolada wołowa, kluski śląskie i modra kapusta

Śląscy autorzy piszą swoje dzieła w językach: niemieckim, czeskim, polskim i w słowiańskich dialektach śląskich, oraz pisali też w języku łacińskim i w dialekcie śląsko-niemieckim.
Literatura polska na Górnym Śląsku rozwijała się najmocniej od połowy XIX wieku, aczkolwiek już w 1573 roku pochodzący z Mysłowic pisarz Olbrycht Strumieński wydał w Krakowie dzieło „O sprawie, sypaniu, wymierzaniu i rybieniu stawów, także o przekopach, o ważeniu i prowadzeniu wody” uznawaną za pierwszą polską książkę z dziedziny inżynierii. W 1612 roku wydano napisane po polsku dzieło Walentego Roździeńskiego pt. Officina ferraria abo huta y warstat z kuźniami szlachetnego dzieła żelaznego. Wśród późniejszych autorów jednymi z najważniejszych byli Józef Lompa (m.in. Historya o pobożnej i błogosławionej Petroneli, polskiej pustelnicy na górze Chełm u S. Anny w Górnym Szląsku z 1855 r.), Karol Miarka (autor powieści: Bóg widzi), Norbert Bończyk (autor poematu Stary Kościół Miechowski), Konstanty Damrot (wiersze: Z niwy ślązkiej), Juliusz Ligoń, Stanisław Ligoń (np. sztuka: Wesele na Górnym Śląsku), Gustaw Morcinek (autor: Czarna Julka, Mat Kurt Kraus, Ludzie z pociągu, Górniczy zakon, Wyrąbany chodnik, Pokład Joanny).
Literatura pisana na Śląsku w dialektach niemieckim lub górnośląsko-niemieckim swój wielki rozwój miała na początku XIX i XX wieku. Jednym z pierwszych górnośląskich pisarzy, którzy pisali w dialekcie śląsko-niemieckim, był Karl Heinrich Tschampel, później do tego grona dołączyli Franz Hoffmann-Aulen, Marie Klerlein, ale najbardziej znany spośród pisarzy oraz poetów górnośląskich był Johannes Reinelt, o przydomku filozof z lasu (niem. Philo vom Walde), który napisał wiele wierszy i opowiadań, używając górnośląskiego-niemieckiego dialektu. Natomiast w przemysłowej części Górnego Śląska powstały humorystyczne anegdoty: Moczigemba und Wodgurka, albo Antek und Franzek pisane gwarą górnośląską. Literatura śląska skupiona jest głównie na dziejach Górnego Śląska (szczególnie na pierwszej połowie XX wieku). Skupiano się głównie na problemach tożsamościowych, wysiedleniach czy repatriacji. W tym czasie tworzył na przykład Horst Bieniek.
Po 1989 roku zapanowała moda na ponowne odkrywanie tożsamości. Wiele książek poświęconych zostało dziejom miast i wsi, a także etosowi pracy czy życiu codziennemu mieszkańców Śląska. Pojawili się autorzy piszący wyłącznie lub w dużej mierze po śląsku (Marek Szołtysek, autor wielu książek o Śląsku). Pojawiły się także naukowe dzieła o Ślązakach.

### Kuchnia śląska
Kuchnia górnośląska należy do kuchni środkowoeuropejskich i w związku z tym charakteryzuje się wysoką kalorycznością potraw. Spożywało się tu potrawy zbożowe, takie jak kasze i pieczywa, oraz potrawy mączne, takie jak kluski, pierogi, zupy, zawiesiste sosy. Przez wieki mieszały się tu kuchnie polska, czeska (np. oblaty) i niemiecka. Spożywane są tutaj potrawy typowo górnośląskie, jak i potrawy także równocześnie występujące w Małopolsce i Wielkopolsce (np. golonka, makówki). W drugiej połowie XX wieku popularność zyskały na Górnym Śląsku dania pochodzące z polskiej kuchni kresowej (placki ziemniaczane, pierogi z serem, barszcz czerwony, bigos). Występuje też zróżnicowanie nazewnicze, np. pampuchy, które w Wielkopolsce określa się pyzami, co innego oznaczają na Górnym Śląsku. Dania mięsne są zazwyczaj przyrządzane z wieprzowiny, drobiu. Dawniej popularne było mięso królików, z których robiono karminadle.
Często spotykanym zjawiskiem jest przypisywanie Ślązakom jako dania regionalnego rolady wraz z kluskami śląskimi i modrą kapustą (skład: ogórek kiszony, boczek i cebula zawinięte w bite mięso wołowe zapiekane i duszone, gotowane kluski z ziemniaków i mąki oraz poszatkowana i ugotowana z cebulą czerwona kapusta). Popularnymi dawniej zupami były wodzionka, żur śląski, moczka.

### Stroje ludowe
Śląskie stroje kobiece różnią się w zależności od regionu, a nawet poszczególnych miast i wsi, z jakich pochodzą. Sposoby ubierania wzajemnie przenikały się wraz z przemieszczaniem się ludności w XIX i XX wieku. Mieszkanki Śląska zaczęły także dostosowywać swoje stroje do mody miejskiej, co zmieniło wygląd stroju jeszcze bardziej. Generalnie Ślązaczka mogła ubrać się na trzy sposoby:
- kiecka, zopaska, kabotek i wierzcheń
- kiecka, zopaska i jakla
- kiecka, zopaska, kabotek i merynka (chusta)

Strój męski składa się z szaketu, westy (kamizelki), białej koszuli, jedwobki (jedwabnej chustki) lub szlajfki (wstążki), galot (spodni) lub bizoków (spodni prasowanych na kant) oraz szczewików (butów). Na głowie Ślązak nosił hut, czyli kapelusz. Strój mężczyzny obecnie nazywa się ancugiem, nazwa ta kojarzona jest głównie z garniturem. Jednak niewielu ludzi pamięta, że w dialekcie śląskim słowo ancug oznacza ogólnie strój męski, jak i żeński.
Stroje ludowe z obszaru Górnego Śląska:
- strój cieszyński
- strój pszczyński
- strój raciborski
- strój rozbarski (górzański)
- strój Jacków jabłonkowskich
- stroje Górali śląskich
- strój Lachów śląskich

## Architektura i urbanistyka

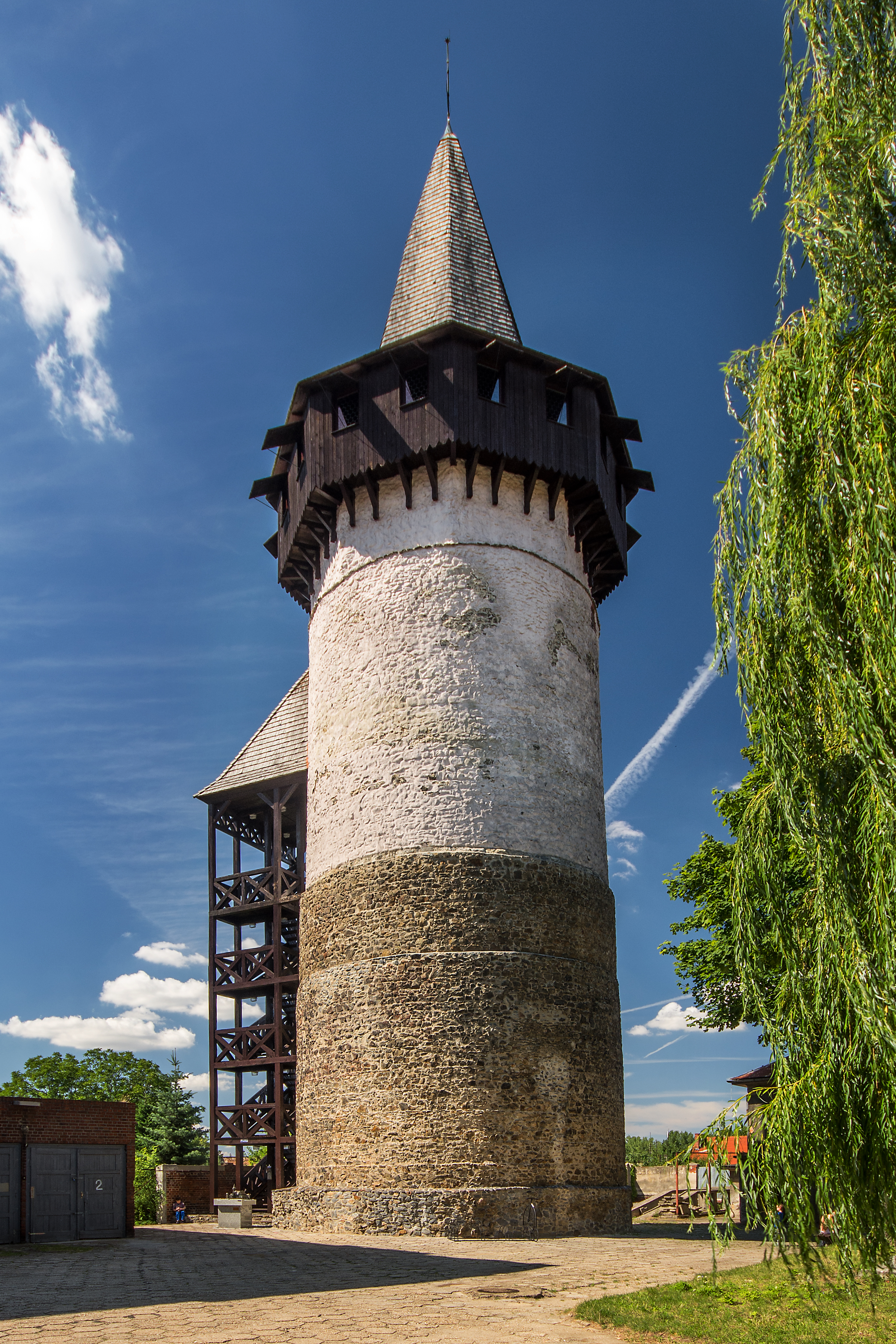
Wieża Woka w Prudniku

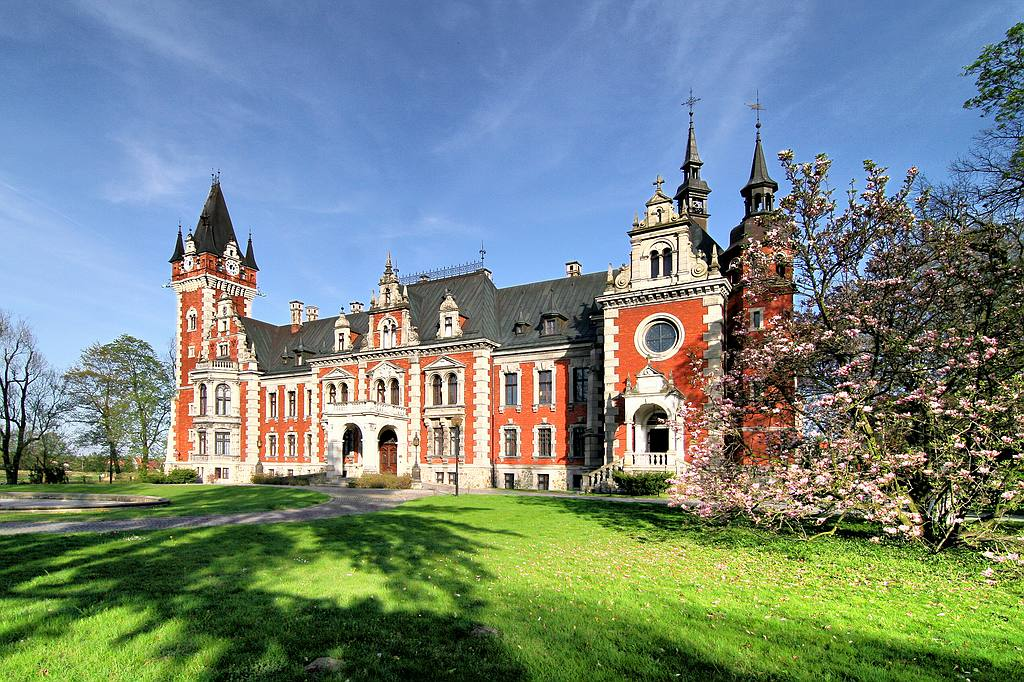
Zespół pałacowo-parkowy w Pławniowicach

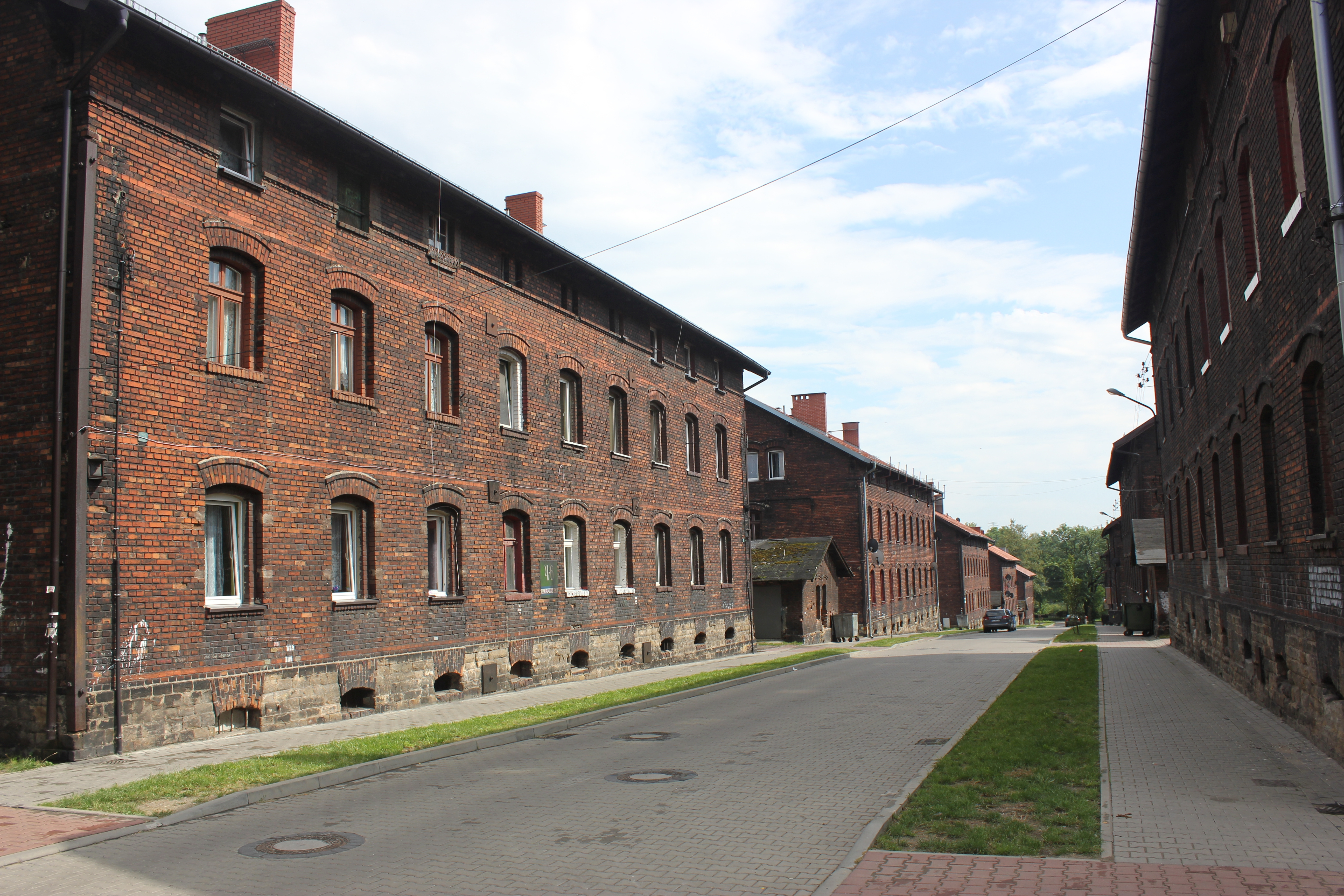
Familoki w Zabrzu, Osiedle Borsiga

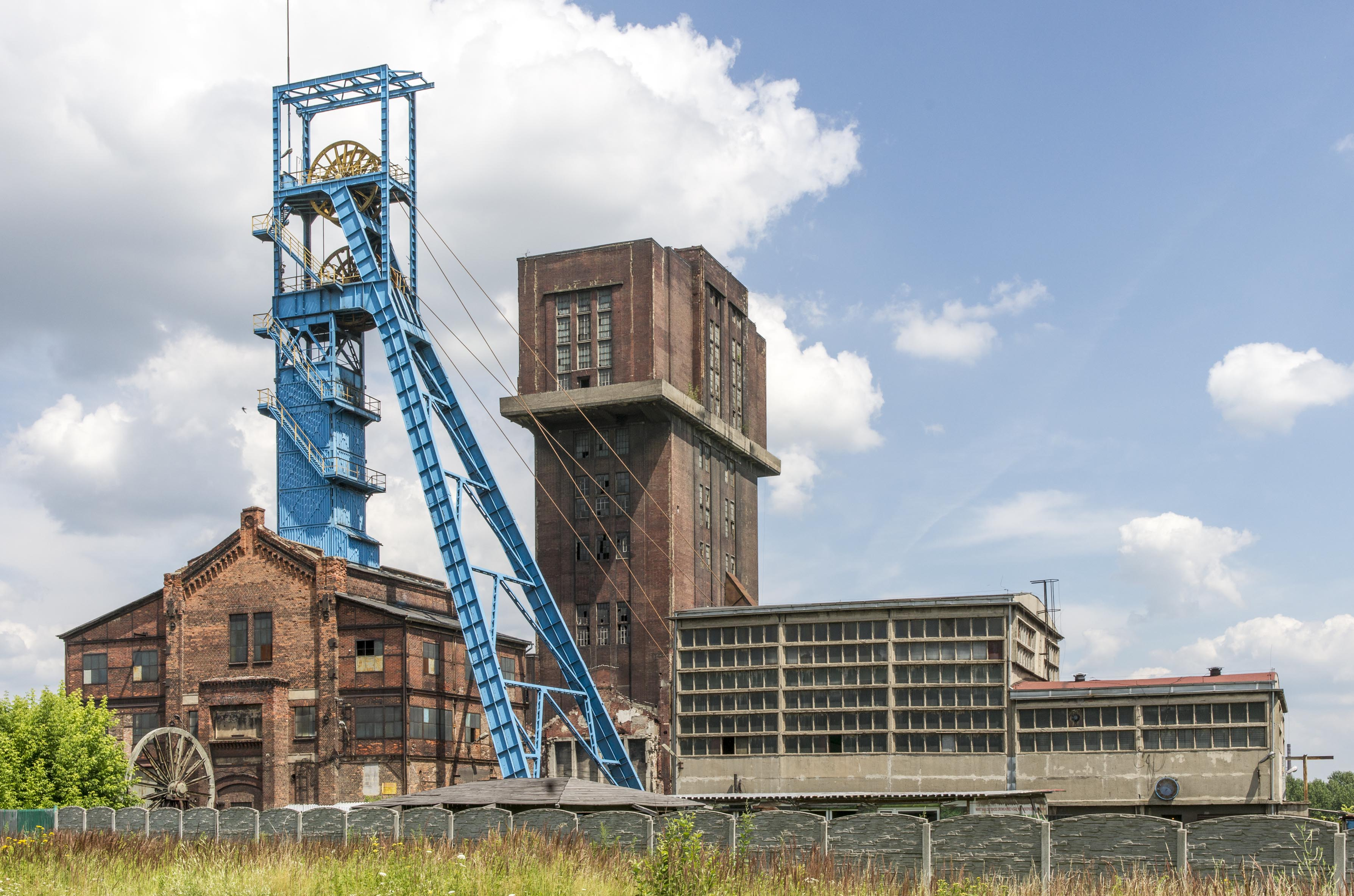
Postindustrialny krajobraz w Bytomiu, pozostałości zabudowań Kopalni Węgla Kamiennego Szombierki: wieże szybów Krystyna i Ewa

Lokacje miast Opola i Raciborza miały miejsce jeszcze przed 1217. Nasilenie procesów urbanizacyjnych nastąpiło po 1241 w związku z przekształcaniem przedlokacyjnych osad targowych w miasta. W efekcie pod koniec XIII w. na Górnym Śląsku wytworzyła się gęsta sieć miast oddalonych od siebie przeciętnie o ok. 20 km. Sieć ta rozrzedzała się na obszarze na wschód od Opola. Nie powstały duże ośrodki miejskie o charakterze metropolii. Pod względem powierzchni największe ówczesne miasta to Racibórz, Opole, Głubczyce i Cieszyn, mające 15–19 ha powierzchni (dla porównania ówczesny Hamburg miał ok. 100 ha). Pod koniec średniowiecza do największych miast pod względem liczby mieszkańców zaliczano: Racibórz (ok. 3 tys.), Opole (2,4 tys.), oraz Bytom i Głogówek (po 1,6 tys.). Do najludniejszych miast Górnego Śląska w I poł. XVIII w. należał także Prudnik (2,9 tys.).
Górnośląskie miasta pozostawały raczej niewielkie aż do czasów wielkiej ubranizacji związanej z uprzemysłowieniem zapoczątkowanym w XIX w., przede wszystkim dzięki pracy ludności Górnego Śląska przybyłej z mniej lub bardziej odległych wsi. Dokonał się wówczas skok cywilizacyjny. Rozwój wielu wsi i miasteczek zapoczątkowało górnictwo, potem rozwinęło się przetwórstwo i produkcja. Właściciele zakładów produkcyjnych tworzyli w ich pobliżu osiedla robotnicze dla swoich pracowników bądź też umieszczali ich w budynkach w okolicznych wioskach. Tworzyły się w ten sposób miasta przemysłowe (i później poprzemysłowe) kreujące wizerunek całego regionu, m.in. Chorzów, Ruda Śląska, Świętochłowice, Siemianowice Śląskie. W efekcie zacofany i mało atrakcyjny region zmienił radykalnie swoje oblicze. W 1888 największymi pod względem liczby mieszkańców miastami Górnego Śląska były: Chorzów (32 072), Bytom (26 484), Racibórz (19 524), Gliwice (17 660) i Prudnik (16 093).
Najstarszymi zachowanymi do naszych czasów kościołami drewnianymi na Górnym Śląsku są średniowieczne kościoły Wszystkich Świętych w Łaziskach i Sierotach. Wieża Woka w Prudniku jest najstarszą wieżą zamkową na Górnym Śląsku, a także najstarszą prywatną budowlą obronną na terenie obecnej Polski.
Wielokrotnie przez Śląsk przenikały na ziemie polskie różne style architektoniczne, przykładem może być architektura klasycystyczna, której najstarszym przedstawicielem na ziemiach polskich jest Pałac Dietrichsteinów w Wodzisławiu Śląskim.
Największe zmiany architektoniczne na Górnym Śląsku pojawiły się wraz z nastaniem epoki przemysłowej w XIX wieku, a następnie w latach PRL, gdy nastąpił gwałtowny rozwój miast na tym terenie. Poza budownictwem przemysłowym oraz osiedlami robotniczymi, takimi jak np. Kolonia Emma w Radlinie, w XIX wieku i na początku XX budowane były także okazałe rezydencje właścicieli tutejszych majątków Henckel von Donnersmarcków czy książąt z innych rodów.

## Gospodarka
Na Górnym Śląsku rozwinięte są hutnictwo, górnictwo oraz inne gałęzie przemysłu ciężkiego.
Rolnictwo odgrywa drugorzędną rolę, rozwinięte jest głównie na Śląsku Opolskim.

## Transport

### Transport drogowy

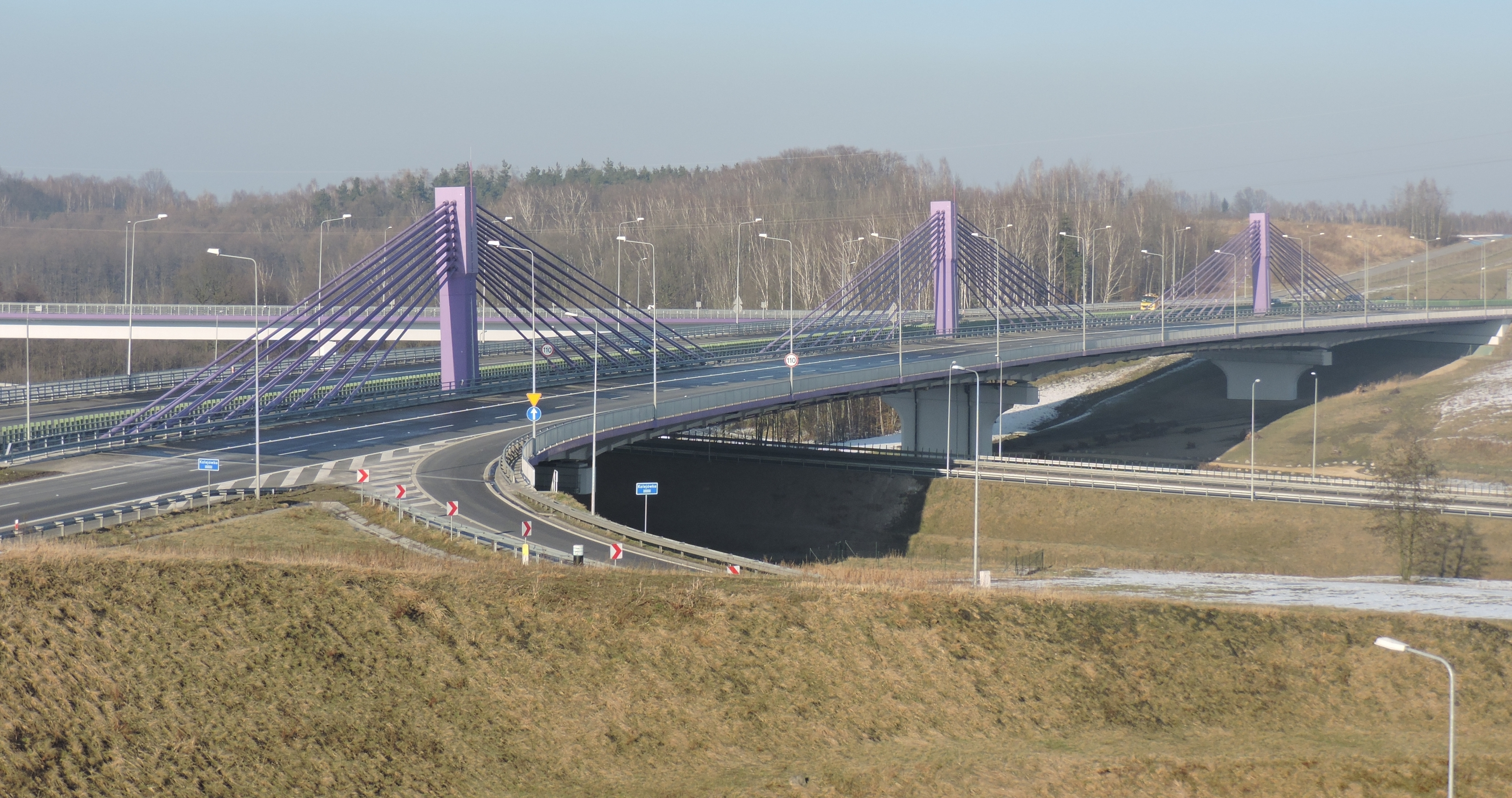
Autostrada A1 – Most autostradowy w Mszanie

Przez obszar Górnego Śląska przebiega szereg ważnych dróg krajowych i autostrad. Ważnymi traktami są autostrady A1 i D1. Na terenie Górnego Śląska Autostrada A1 (łącząca Gdańsk, Łódź i Częstochowę ze Śląskiem), przebiega od Woźnik do Gorzyczek. Na granicy państwowej w pobliżu Wodzisławia Śląskiego i czeskiego Bogumina łączy się z jej czeską kontynuatorką autostradą D1, biegnącą dalej w kierunku Moraw i Pragi. Nie mniej ważnym szlakiem jest Autostrada A4 łącząca Górny Śląsk z Dolnym Śląskiem i Małopolską. Jest to również ważna arteria komunikacyjna w Górnośląskim Okręgu Przemysłowym oraz Rybnickim okręgu węglowym, oraz jest to ważny szlak łączący Niemcy z Ukrainą. Przez teren Górnego Śląska przebiegają lub będą przebiegać również drogi ekspresowe S1 i S11 oraz drogi krajowe: DK1, DK4, DK11, DK38, DK40, DK41, DK42, DK44, DK46, DK78, DK79, DK81, DK86, DK88 i DK94.

### Transport kolejowy
Pierwszą linią kolejową na Śląsku, w tym na Górnym Śląsku, była Kolej Górnośląska (niem. Oberschlesische Eisenbahn, w skrócie OSE) planowana od 1836 i uruchomiona w 1842 roku, początkowo na odcinku Wrocław – Oława, następnie stopniowo wydłużana do Opola i Górnośląskiego Okręgu Przemysłowego. W 1844 roku Towarzystwo Kolei Dolnośląsko-Marchijskiej uruchomiło Kolej Dolnośląsko-Marchijską (niem. Niederschlesisch-Märkische Eisenbahn, w skrócie NME), łączącą Śląsk z Berlinem. W latach 1865–1872 oddano do użytku Kolej Prawego Brzegu Odry (niem. Recht-Oder-Ufer-Eisenbahn, w skrócie ROUE) łączącą Dolny Śląsk z Górnym Śląskiem. W kolejnych latach oddawano na Śląsku coraz to nowe połączenia kolejowe, głównie regionalne. W latach 1928–1933 powstała Magistrala węglowa łącząca województwo śląskie z portami nadbałtyckimi w Trójmieście.
Na Śląsku zbudowano również dwie sieci kolei wąskotorowych. W 1853 roku powstały Górnośląskie Koleje Wąskotorowe (GKW) (niem. Oberschlesische Schmalspurbahnen, w skrócie OSSB). Obecnie to najstarsza nieprzerwanie funkcjonująca wąskotorówka na świecie. Ich rozwój ściśle związany był z rozbudową przemysłu ciężkiego: kopalń węgla, zakładów wydobycia kamienia, hut, elektrowni i in. W szczytowym okresie swojego istnienia długość torów GKW o prześwicie 785 mm wynosiła ponad 200 km (po wchłonięciu linii Markowice Raciborskie – Rudy – Gliwice), oraz kolejne ponad 400 km bocznic. Obszarem swojego działania obejmowały osie: Racibórz – Gliwice – Katowice oraz Miasteczko Śląskie – Bytom – Ruda Śląska. Dziś Górnośląskie Koleje Wąskotorowe funkcjonują jako linia turystyczna Bytom – Tarnowskie Góry – Miasteczko Śląskie, łącząc ze sobą znane postindustrialne zabytki i atrakcje turystyczne. Drugą była, obsługiwana przez kilka różnych przedsiębiorstw, sieć kolei wąskotorowych w Zagłębiu Ostrawsko-Karwińskim (o cechach systemu tramwajowego) obejmująca 63 km torów o rozstawie 760 mm łączących miejscowości w rejonie Ostrawy, Karwiny i Bogumina. Pierwszy odcinek powstał w 1902 r., ostatni bezpowrotnie zlikwidowano w 1973 r.

### Transport lotniczy
Pierwszym lotniskiem wybudowanym na Śląsku, w tym na Górnym Śląsku, było Gliwice-Trynek, zbudowane w 1916 roku. Regularne loty z tego lotniska rozpoczęły się w maju 1925. 5 lipca 1931 w drodze z Drezna na lotnisku tym wylądował sterowiec Graf Zeppelin, który po jednodniowym pobycie odleciał do Friedrichshafen. Z inicjatywy Ligi Obrony Przeciwpowietrznej i Przeciwgazowej oraz Śląskiego Towarzystwa Lotniczego w latach 1926–1928 powstało lotnisko Katowice-Muchowiec, w 1927 roku powstało Rybnik-Gotartowice, a w 1936 Bielsko-Biała-Aleksandrowice.
Obecnie mieszkańcy Górnego Śląska są obsługiwani głównie przez dwa międzynarodowe porty lotnicze: Katowice-Pyrzowice, który leży poza obszarem Górnego Śląska (w Zagłębiu Dąbrowskim) i Ostrawa-Mosznów. Znajdują się tu także lotniska, które w planach mają być regionalnymi portami lotniczymi: Katowice-Muchowiec (należący do Aeroklubu Śląskiego), Rybnik-Gotartowice (należący do Aeroklubu ROW) oraz Opole-Kamień Śląski. Istnieją tu także mniejsze lotniska np. Bielsko-Biała-Aleksandrowice, lotnisko Gliwice-Trynek oraz lotnisko Opole-Polska Nowa Wieś.

### Komunikacja miejska
Pierwsza linia tramwajowa o trakcji parowej została uruchomiona 27 maja 1894 w Górnośląskim Okręgu Przemysłowym przez berlińską spółkę Oberschlesische Dampfstraßenbahn. Tramwaje kursowały łącznie w kilku miastach Górnego Śląska, m.in. w Opawie (1905–1956) oraz na Śląsku Cieszyńskim, przez część literatury traktowanym jako część Górnego Śląska: w Bielsku-Białej (1895–1971), Boguminie (1902–1973) i Cieszynie (1911–1921). Obecnie działają tylko linie tramwajowe w Górnośląskim Okręgu Przemysłowym i w Ostrawie.
Obecnie linie trolejbusowe działają w trzech miastach: w Ostrawie, w Opawie oraz w Tychach.
Powstałe w 1929 roku Śląskie Linie Autobusowe były największym przedsiębiorstwem autobusowym w przedwojennej Polsce.

## Turystyka

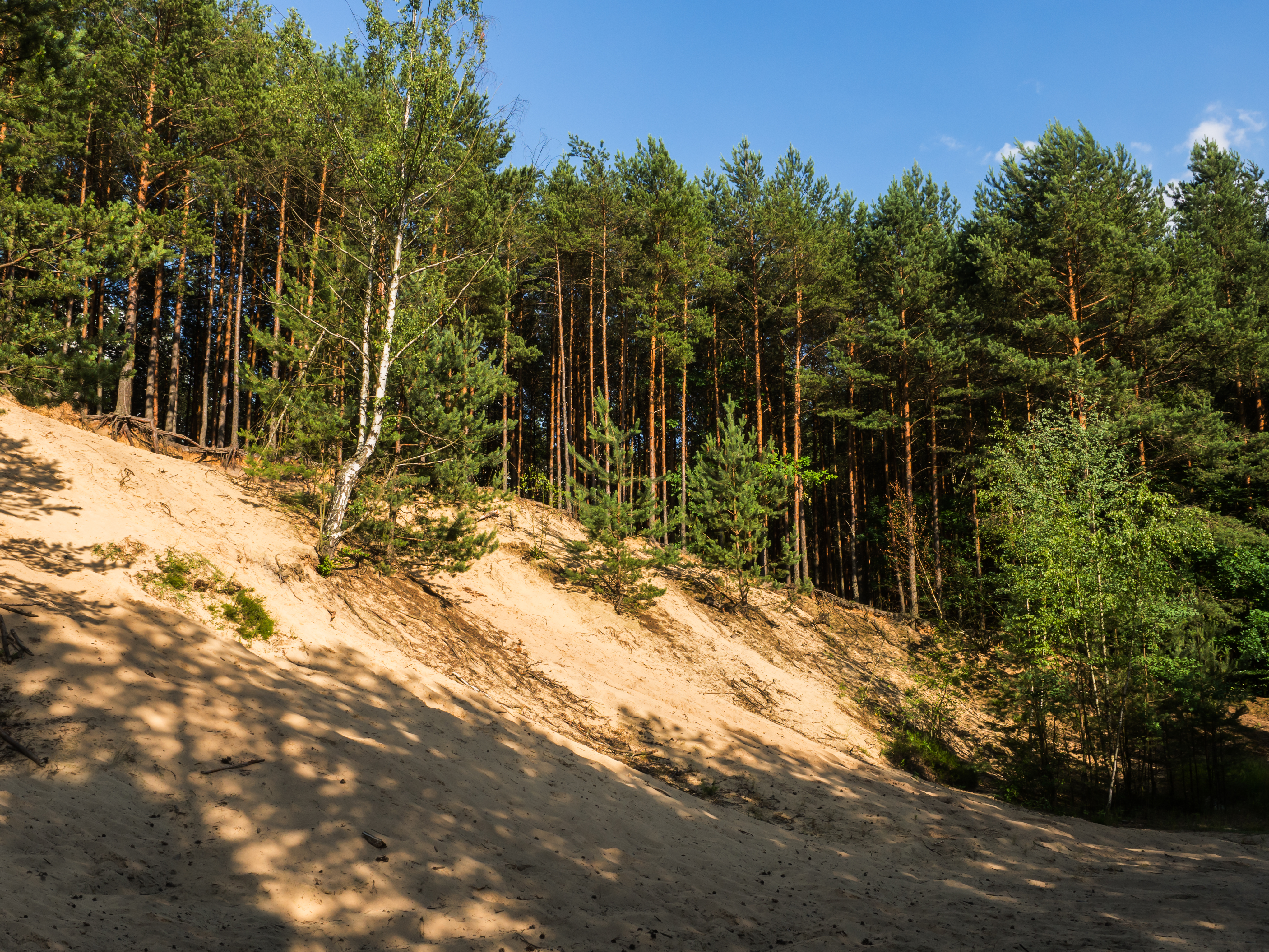
Stobrawski Park Krajobrazowy

### W Polsce

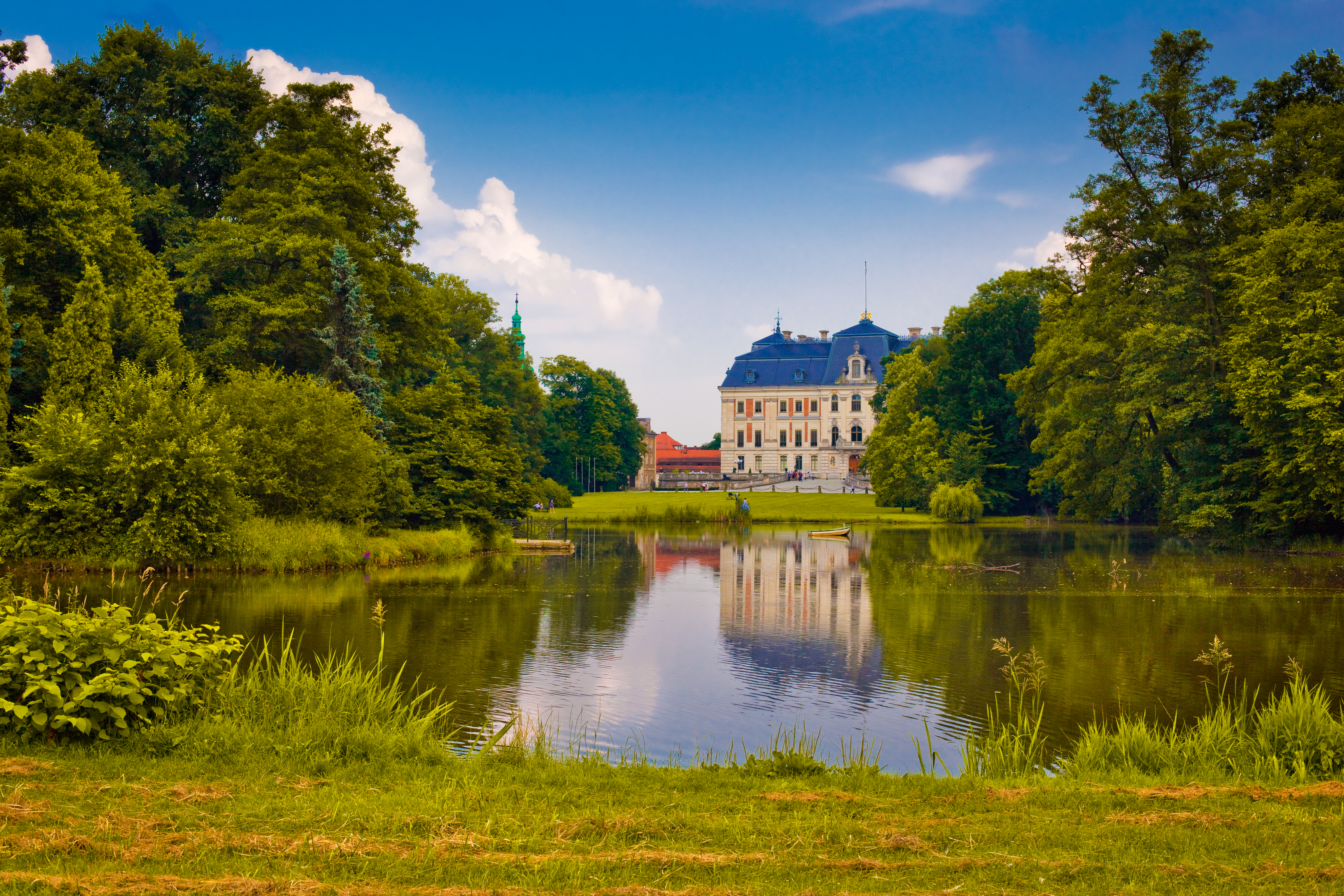
Pałac w Pszczynie

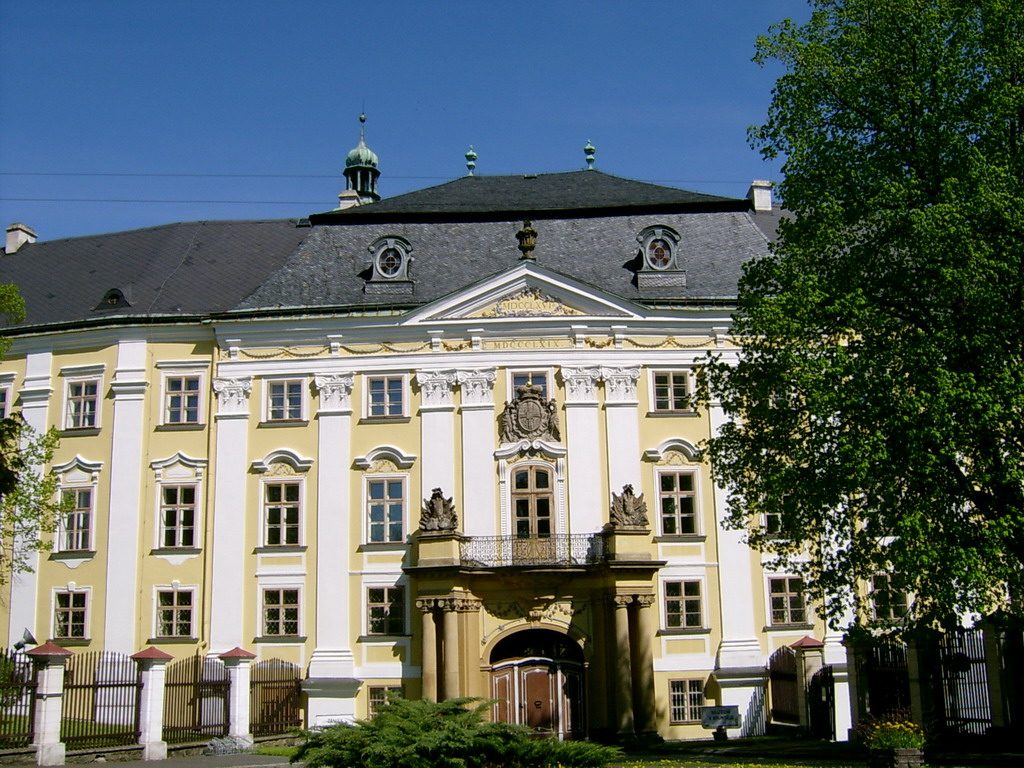
Pałac w Bruntálu – brama główna

Regionem turystycznym jest Beskid Śląski – dotyczy to turystyki letniej oraz zimowej. Głównymi ośrodkami górskimi są Ustroń, Wisła oraz Brenna. W czasach niemieckich mieszkańcy przemysłowej części Górnego Śląska uprawiali turystykę górską w Górach Opawskich. Ośrodkiem górskim regionu był Prudnik oraz pobliskie letniska: Dębowiec, Wieszczyna, Pokrzywna.
Na obszarze regionu znajdują się zamki: piastowski w Gliwicach, w Rybniku, w Bielsku-Białej, Lublińcu, Raciborzu, Chudowie, Strzelcach Opolskich (w ruinie) oraz pałace takie jak Pałac w Nakle Śląskim, Pałac w Mosznej, Pałac w Brynku, Pałac w Wodzisławiu Śląskim. Udostępnione do zwiedzania są także wnętrza Zamku w Pszczynie.
Najcenniejszymi obiektami sakralnymi są zabytkowe: Pocysterski Zespół Klasztorno-Pałacowy w Rudach, Kaplica zamkowa w Raciborzu, Rotunda w Cieszynie i Klasztor Franciszkanów w Wodzisławiu Śląskim. Na Górnym Śląsku znajdują się również zabytkowe kościoły i sanktuaria, np. Bazylika Najświętszej Marii Panny i św. Bartłomieja w Piekarach Śląskich i Bazylika Narodzenia Najświętszej Maryi Panny w Pszowie oraz jedne z najstarszych świątyń drewnianych w Polsce – XV w. kościoły pw. Wszystkich Świętych w Sierotach i Łaziskach.
Przez polską część Górnego Śląska przebiegają Szlak Architektury Drewnianej oraz Szlak Zabytków Techniki Województwa Śląskiego.
W polskiej części leżą parki krajobrazowe:
- Stobrawski Park Krajobrazowy
- Park Krajobrazowy Góra Świętej Anny
- Park Krajobrazowy Góry Opawskie
- Park Krajobrazowy Beskidu Śląskiego
- Park Krajobrazowy Cysterskie Kompozycje Krajobrazowe Rud Wielkich
- Park Krajobrazowy Lasy nad Górną Liswartą

Atrakcją turystyczną dla miłośników militariów są polskie schrony bojowe Obszaru Warownego Śląsk z lat 1933–1939.

### W Czechach
W czeskiej części Górnego Śląska największymi atrakcjami turystycznymi są zamki i pałace – w Ostrawie, Karwinie czy Bruntálu. Liczne miejscowości posiadają zabytkowe śródmieścia – m.in. Opawa, Bruntál, Karniów, Frydek-Mistek (jego śląska część). Innymi typami atrakcji są zachowane obiekty wojskowe z okresu międzywojennego – tzw. Betonowa granica.
Popularne tereny do uprawiania turystyki to m.in. Beskid Morawsko-Śląski oraz Jesioniki. Oba tereny to w większości obszary chronionego krajobrazu: Obszar Chronionego Krajobrazu Beskidy oraz Obszar Chronionego Krajobrazu Jesioniki.